# 辽朝
遼朝（916年3月17日－1125年3月26日），國號大遼，契丹文又稱大契丹國（契丹國；契丹小字：𘱿𘱤 𘱚𘮒），是中國歷史上由契丹人在中國北方建立的王朝，國祚210年。後蒙古语用「契丹」一詞泛稱中國北方，时至今日，一些語言（如俄語）猶稱中國為“契丹”。
契丹族為東胡後裔，為鮮卑之一，與宇文部、庫莫奚同源，歷代曾隸屬於匈奴、慕容部、拓跋部與唐朝之下，唐朝時曾設置松漠都督府以羁縻方式管理，但契丹並未完全臣服於唐朝，在唐高宗與唐玄宗時曾分別發動數次叛亂，唐玄宗時由安祿山負責征討與管理契丹。安史之亂後，契丹慢慢恢復為獨立部落政權，唐朝末年，首領耶律阿保機吞併了契丹各個部落後，於916年稱帝建國。918年定都臨潢府（今內蒙古巴林左旗南）。契丹屢次南下中原，946年阿保機之子耶律德光攻滅後晉後確定國號為「大遼」，983年改為“契丹”，1066年改為“大遼”，直到1125年3月26日為金朝所滅為止。1122年，天祚帝北逃夾山，耶律淳於遼南京被立為帝，是為北遼。遼朝滅亡後，耶律大石西遷到中亞楚河流域，于1132年重建“大辽”，是為西遼。1211年西遼被屈出律篡位，并于1218年被蒙古帝國所滅。雖然中國歷史學家王治來認為位於今日伊朗地區的克爾曼王朝是西遼的延續並稱其為「後西遼」，但此觀點還未得到主流歷史學家的認同。
史學界對「契丹」含義最廣為接受的說法是鑌鐵或刀劍之意。後來改國名為“遼”也是“鐵”的意思，同時“遼”也是契丹人發祥地遼水的名字，以示不忘本之意。又因與南方的中原政權長期對峙，而稱“北朝”，而稱中原王朝為“南朝”。遼朝926年滅渤海國，938年據燕雲十六州，後滅後晉，自居為繼承後晉的中原正統，即使之後退回北方。依據五行德運說的五行相生規律，後晉的「木」德之後為「水」德，因此遼朝以水為德運，並相應以黑色為正色。
遼朝全盛時期疆域東到日本海，西至阿爾泰山，北到額爾古納河、大興安嶺一帶，南到河北省南部的白溝河。契丹族本是遊牧民族，遼朝皇帝使農牧業共同發展繁榮，各得其所，建立獨特的、比較完整的管理體制。遼朝將重心放在民族發祥地，為了保持民族性將遊牧民族（契丹人）與農業民族（漢人）分開統治，主張因俗而治，開創出兩院制的政治體制，北院契丹族制，南院漢制。採用漢族文化，並根據漢字創造契丹文字，保存自己的文化。此外，吸收北宋、渤海國、五代、西夏及西域各國的文化，促進遼朝政治、經濟和文化各個方面發展。遼朝的軍事力量與影響力涵蓋西域地區，因此在唐朝滅亡後中亞、西亞與東歐等地區至今常將遼朝（契丹，英語作Cathay或Khitan）當做中國（俄語、烏克蘭語作Китай）。

## 歷史

### 松漠建國

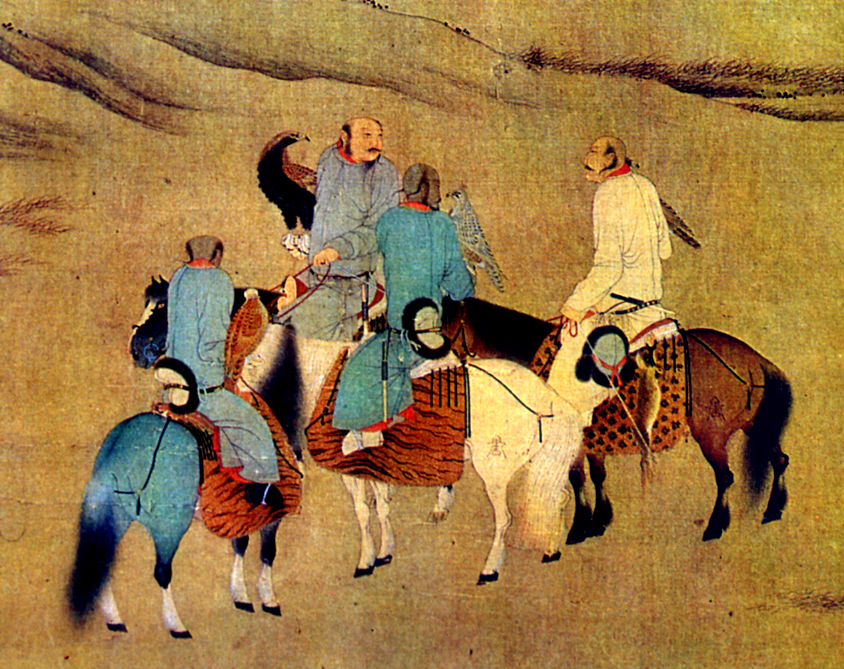
遼朝胡瓌描繪的契丹人《出獵圖》，國立故宮博物院館藏

契丹源於鮮卑，即為東胡後裔，北魏道武帝時出現，當時聚居于遼水上游一帶，自稱青牛白馬之後。唐貞觀二十二年（648年），唐太宗在契丹人領地設置松漠都督府，酋長任都督並賜李姓。契丹在唐顯慶五年（660年），唐高宗時反叛自立，並與李唐脫離關係，開元年間再度歸附，安史之亂後大唐國力衰微，契丹時而复叛，松漠都督府逐漸空殼化。晚唐時契丹迭剌部的首領耶律阿保機崛起並征服各部，取代痕德堇可汗後於遼太祖元年（907年）即可汗位。他先後鎮壓了契丹貴族的叛亂和征服奚、室韋、黠戛斯、阻卜等部落，並且握有蒙古地區的產鹽區，在軍事與經濟方面都十分強盛。遼太祖九年（915年），耶律阿保機出征室韋得勝回國，但被迫交出汗位，不久他在灤河邊建設了一座仿幽州的城敦。神冊元年二月十一日（916年3月17日），耶律阿保機建立契丹國，即遼太祖。
遼太祖掠奪中原的人口，收留因河北戰爭的流民，在草原上按照中原風格建立城敦以安置他們。並且任用韓延徽、韓知古、康默記與盧文進等漢人為佐命功臣。918年遼太祖建皇都臨潢府（今內蒙古巴林左旗南）。兩年後創建契丹大字並推行之。在軍事方面，他於925年東征渤海國，於舊地建立東丹國以統治渤海遺民，冊立皇太子耶律倍為東丹王。遼太祖一直有南征中原的意圖，然而於攻滅渤海後的隔年，在回師途中病倒，最後逝世。其妻述律平宣佈攝政，以次子耶律德光總攬朝政，屠殺政敵數百人以穩定政權。927年，耶律德光在述律平的支持下即位，即遼太宗。930年，東丹王耶律倍南逃後唐，遼太宗統一契丹。

### 南下中原

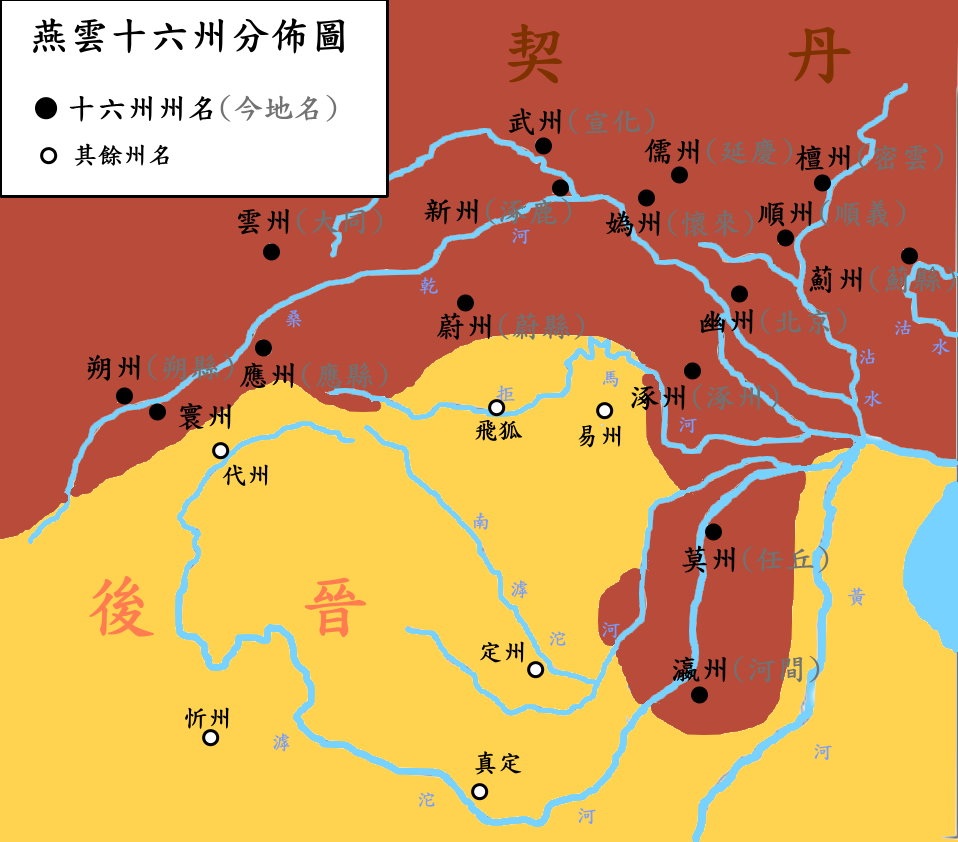
遼太宗自五代後晉取得燕雲十六州的分佈圖，後來五代的後周奪回莫州、瀛州

遼朝與後唐分別據有中國北方領土的一部份，勢力在當時的燕雲十六州交會。936年後唐發生內亂，河東節度使石敬瑭以自稱兒皇帝、割讓燕雲十六州為條件，請求遼太宗支援攻打後唐。遼太宗遂親率5萬騎兵，於晉陽、洛陽等地擊敗後唐軍，最後協助石敬塘攻滅後唐，石敬塘得以建國後晉。契丹國獲得燕雲十六州後，將燕雲十六州建設成為進一步南下的基地。為了統治當地漢族，遼太宗採取「因俗而治」的統治方式，實行通過南北兩面官分治漢人和契丹人的兩院制。定幽州為南京、雲州為西京。
944年後晉出帝即位，他不願向契丹臣服，上表稱孫不稱臣。遼太宗趁機率軍南下。947年，契丹軍攻克後晉首都開封，後晉亡，遼太宗改國號為大遼（另一說指契丹早於會同元年（公元938年）改國號為大遼）。雖然遼太宗有長久經營中原的意圖，然而因縱兵掠奪民財，以及不讓諸位節度使返回鎮地，招來中原人民的反抗；雄武军节度使何重建、泾原军节度使史匡威都拒绝归顺，何重建举镇归附后蜀。四月，遼太宗被迫引軍北返，最後在河北欒城病逝。947年位於中原的耶律吼等將領擁立耶律阮為帝，是為遼世宗。在上京臨潢府的太后述律平想讓其子耶律李胡繼承帝位，不同意耶律阮稱帝。太后派耶律李胡與耶律阮在遼南京北部的泰德泉交戰，最後由耶律阮打贏這場戰爭。在經過大臣耶律屋質的勸阻之下，太后才認同耶律阮的帝位。
遼世宗任用賢臣耶律屋質，進行一系列改革，將遼太宗時的南面官和北面官合併，成立南北樞密院，廢南、北大王。再其後南北樞密院合併，形成一個樞密院。遼世宗的官制改革使遼朝從部落聯盟演進為中央集權。遼世宗在位期間，一直不忘佔領中原的期望，多次對中原用兵。然而遼世宗好酒色，喜愛打獵。晚年更是任用奸佞，大興封賞降殺，導致朝政不修，政治腐敗。951年，遼世宗協助北漢攻打後周，行軍至歸化 （今內蒙古呼和浩特）的祥古山時，由於其他部隊未到，先行駐紮在火神淀（今河北宣化）。其間喝酒、打人、打獵，眾將很是不滿。最後被耶律察割殺死於夢鄉中（火神淀之亂）。

### 衰退與穩固

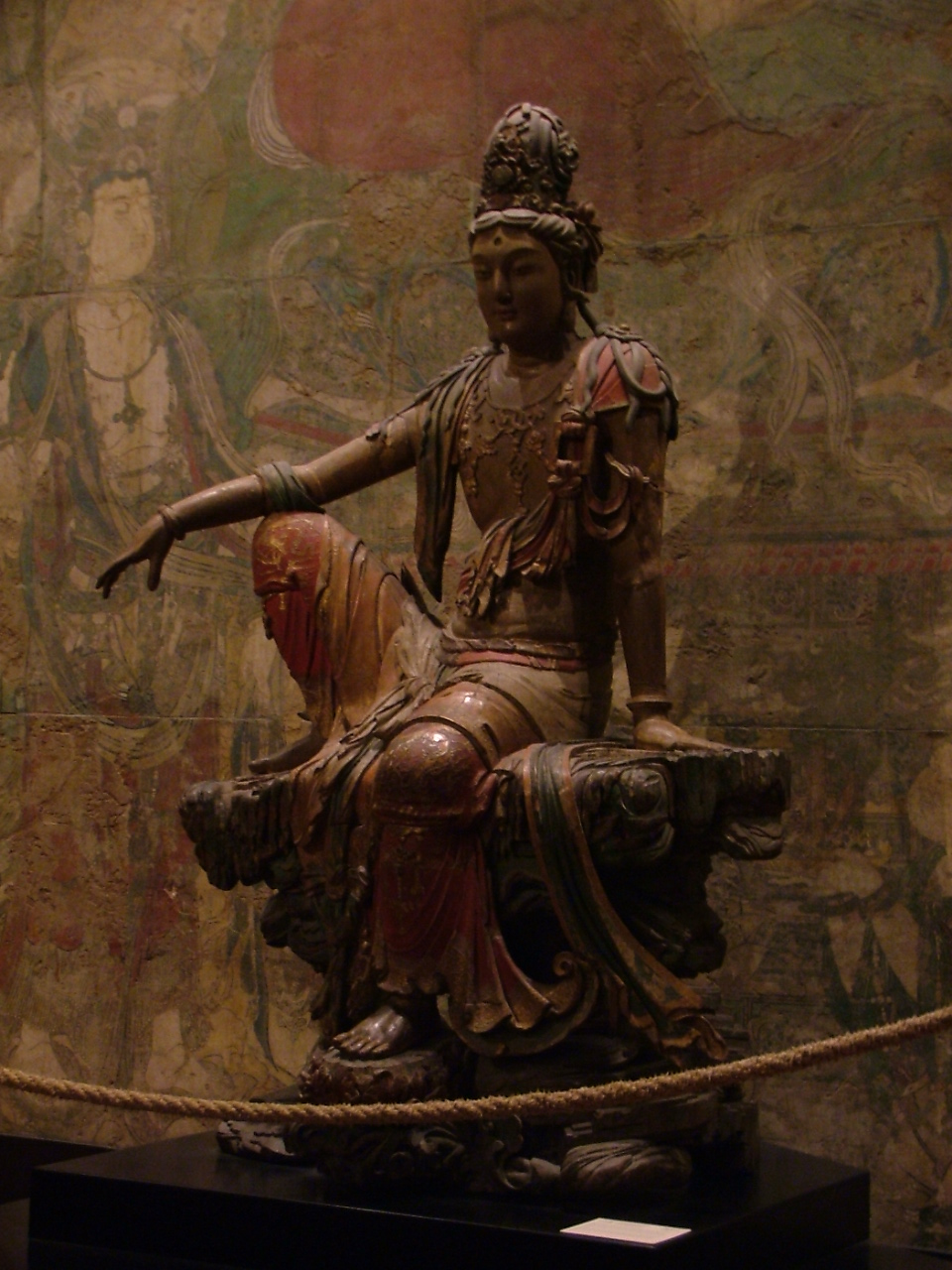
遼朝彩繪木雕觀音像

951年耶律察割在火神淀發動政變，殺遼世宗並自行稱帝，遼太宗之長子耶律璟和耶律屋質等率兵殺死耶律察割後，耶律璟被立為帝，即遼穆宗。遼穆宗雖討厭女色，而無所出，但卻經常酗酒，天亮才睡，中午方醒，因此長時期不理朝政，國人稱之為「睡王」。遼穆宗前期，朝廷內部不穩，離心離德，大臣經常發生叛亂或是南奔中原的事件：952年六月，蕭眉古得欲叛遼南奔後周，陰謀敗露，被殺。七月，政事令耶律婁國、林牙耶律敵烈等謀亂，耶律婁國被捕後伏誅。953年十月，耶律李胡之子耶律宛等人謀反，事情被察覺後被捕。960年七月，政事令耶律壽遠、太保楚阿不等人謀反，事敗伏誅。十月，耶律李胡之子耶律喜隱謀反，事敗被捕，因供詞牽涉耶律李胡，耶律李胡入獄而死。
由於政局動盪不安，迫使遼穆宗停止了遼太宗、遼世宗一貫執行的南伐中原政策，以恢復因長期戰事而消損的國力，與南唐、北漢聯合對抗逐漸強盛的後周。959年後周發動北伐，遼朝寧州（今河北青縣）刺史王洪舉城投降。周軍隨後攻克益津關（今河北霸州）、瓦橋關，莫州、瀛州刺史劉楚信、高彥暉也舉城投降。當時後周世宗欲一鼓作氣，直取幽州，遼穆宗甚至有意放棄燕雲十六州。最後後周世宗因為重病而南返，莫州、瀛州歸後周領有，而遼軍加強防禦，不敢南下。由於遼穆宗本人喜好殺戮，經常親手殺人。同時又愛好打獵到「竟月不視朝」，最後於969年二月被侍人所弒。耶律賢被推舉為帝，即遼景宗，改元為保寧。
遼景宗勤於政事，重用賢臣如室昉、郭襲，使遼朝出現一陣清明。由於遼景宗體弱多病，有時無法上朝，軍國大事多由皇后蕭綽協助處理。遼景宗對遼穆宗時謀反的皇族採比較寬鬆的政策，因而謀亂者少，朝廷比較穩定。遼景宗對外政策仍採不主動南伐中原，而是僅扶持支援北漢的方針。遼景宗前期，遼朝與宋朝聘史往還，互賀節日。宋太宗趙光義統一江南後，於979年親征北漢，遼朝派數萬兵支援北漢。三月，遼軍在白馬嶺（今山西盂縣）與宋軍交戰戰敗，遼將耶律敵烈等人戰死。六月，北漢君主劉繼元降宋。遼朝只能全力固守幽州。宋太宗乘勝圍攻幽州，遼朝派宰相耶律沙、耶律休哥、耶律斜軫等率軍與宋軍會戰於高梁河（今北京西直門外），史稱高梁河之戰。遼軍最後擊潰宋軍，宋太宗僅以身免，此後宋遼兩國進入了相持狀態。

### 聖宗盛世

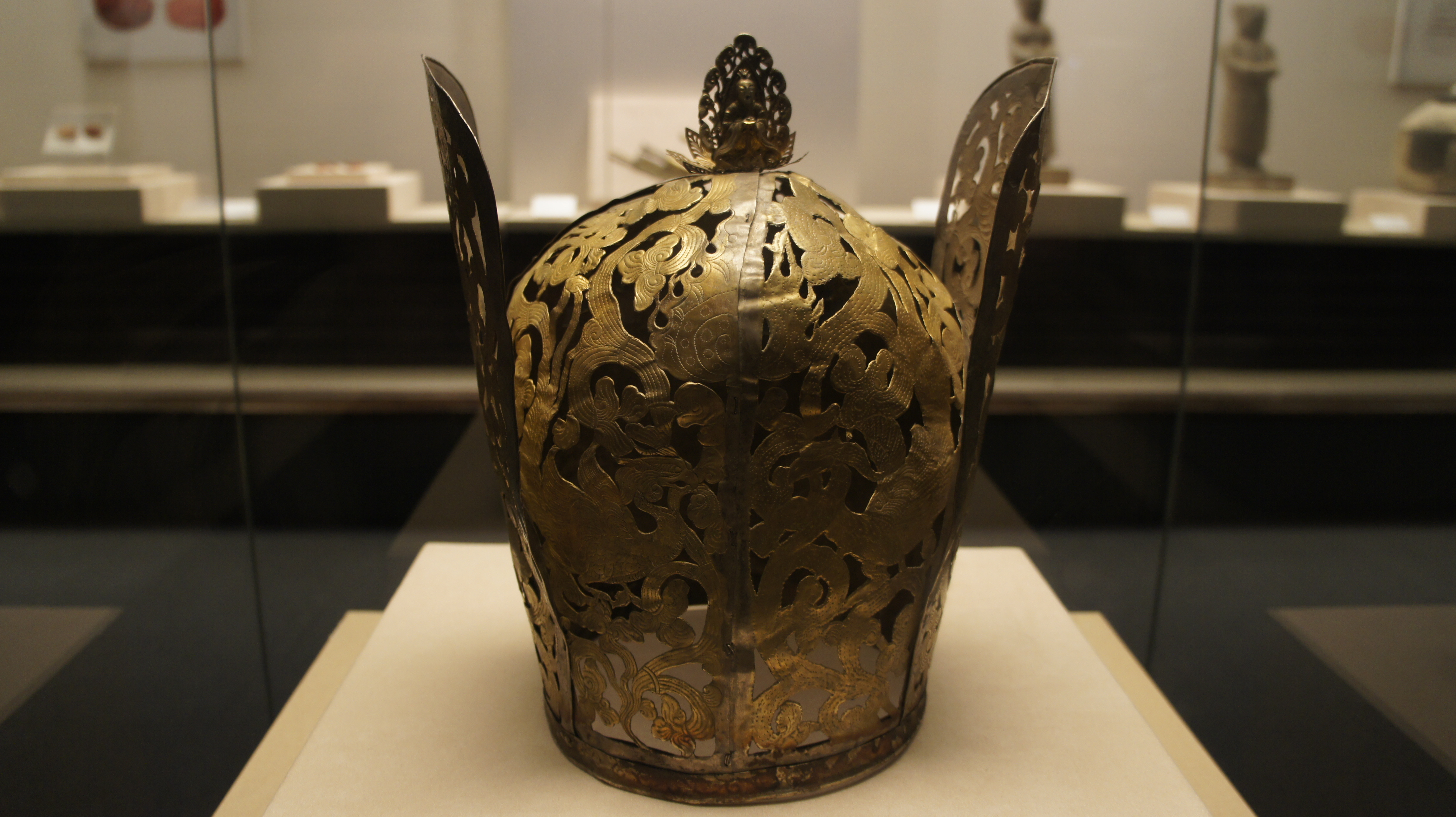
耶律隆慶之女陈国公主入葬时头戴的鎏金高翅银冠，冠顶为道教元始天尊像

982年遼景宗病逝，長子耶律隆緒繼位，即遼聖宗，尊蕭綽為皇太后，並由蕭太后攝政。當時蕭太后30歲，遼聖宗12歲，而蕭太后之父蕭思溫於970年被害，無嗣，使得蕭太后也沒有外戚可以依靠。而諸王宗室二百餘人擁兵自重，控制朝廷，對蕭太后及遼聖宗構成了莫大的威脅。蕭太后先重用大臣耶律斜軫、韓德讓參決大政，南面軍事委派給耶律休哥，撤換一批大臣，並下令諸王不得相互宴請，要求他們無事不出門，並設法解除他們的兵權。在這些行動後，遼聖宗和蕭太后的地位才穩定下來。蕭太后攝政二十七年，傳聞曾改嫁給韓德讓。在她執政期間進行改革，並且勵精圖治，注重農桑，興修水利，減少賦稅，整頓吏治，訓練軍隊，使遼朝百姓富裕，國勢強盛。1009年遼聖宗親政後，遼朝已進入鼎盛，基本上延續蕭太后執政時的遼朝風貌，反對嚴刑峻法，並且防止貪汙事件。在文教方面，遼聖宗實行科舉，編修佛經，佛教極為盛行。在位其間四方征戰，對宋戰爭屢屢獲勝，俘獲號稱楊無敵的宋朝名將楊繼業。
北宋立國之初即有意要收復燕雲十六州，先後於979年、986年兩度北伐，皆為遼軍所擊敗。遼聖宗為了防止高麗與宋朝結盟，進而威脅遼朝東部，於993年發動高麗契丹戰爭以降服高麗，於1009年的東征時最遠攻入高麗開城。之後為解決遼宋之間的長期對抗，以及避免契丹貴族威脅皇權，蕭太后與遼聖宗於1004年親率大軍深入宋境。宋真宗畏敵，欲遷都南逃，因宰相寇準堅持而親至澶州（今河南濮陽）督戰。宋軍士氣大振，擊敗遼軍前鋒，遼將蕭撻凜戰死。遼軍恐腹背受敵，提出和約。主和的宋真宗於次年初與遼訂立和約，協定宋每年貢遼歲幣銀十萬兩、絹二十萬匹，雙方各守疆界，互不騷擾，成為兄弟之邦，此即澶淵之盟，從此兩朝和好達一百二十年之久。之後遼聖宗結好西夏，而西夏也搖擺於宋、遼之間以圖存，形成遼宋西夏三國鼎立的局勢。

### 三國鼎立

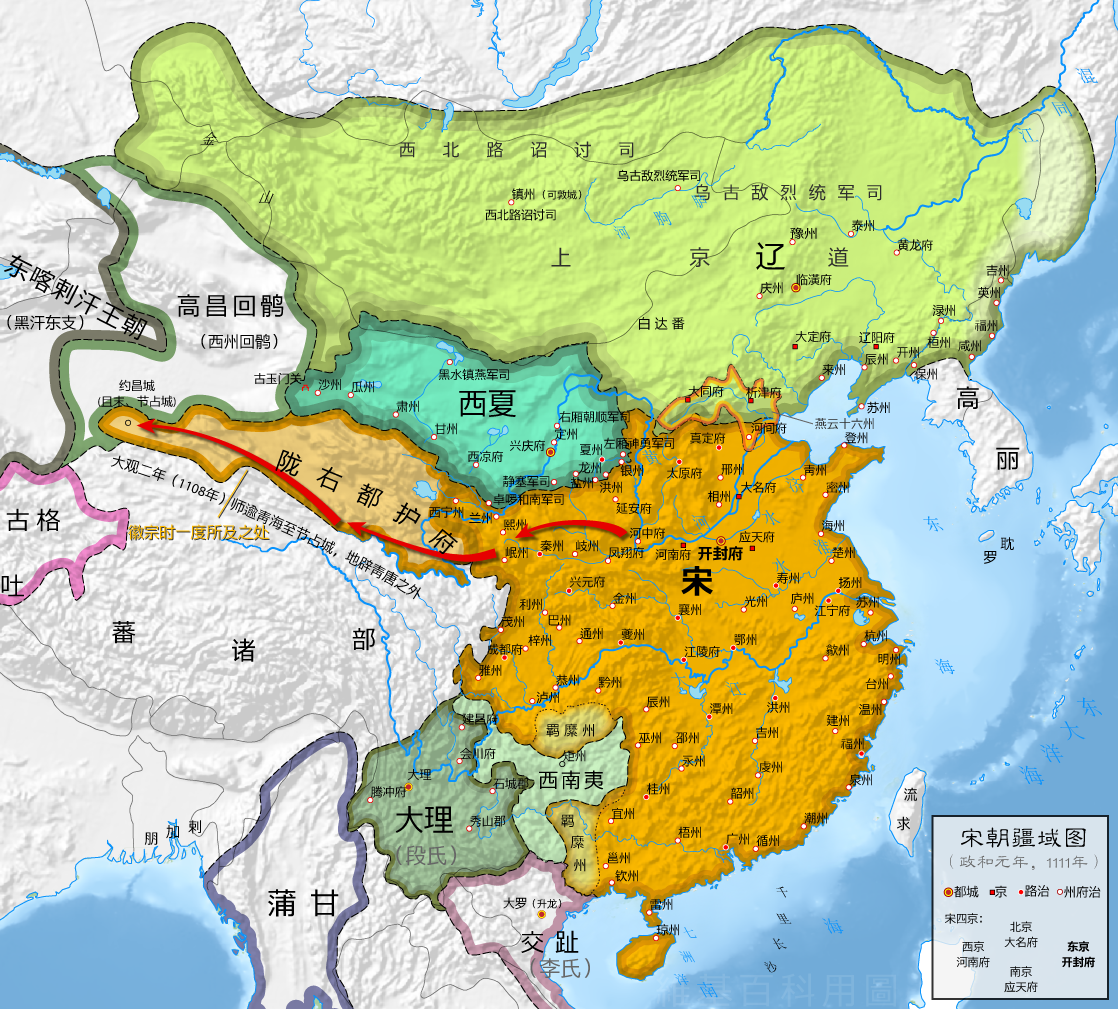
遼朝、北宋、西夏三國疆域

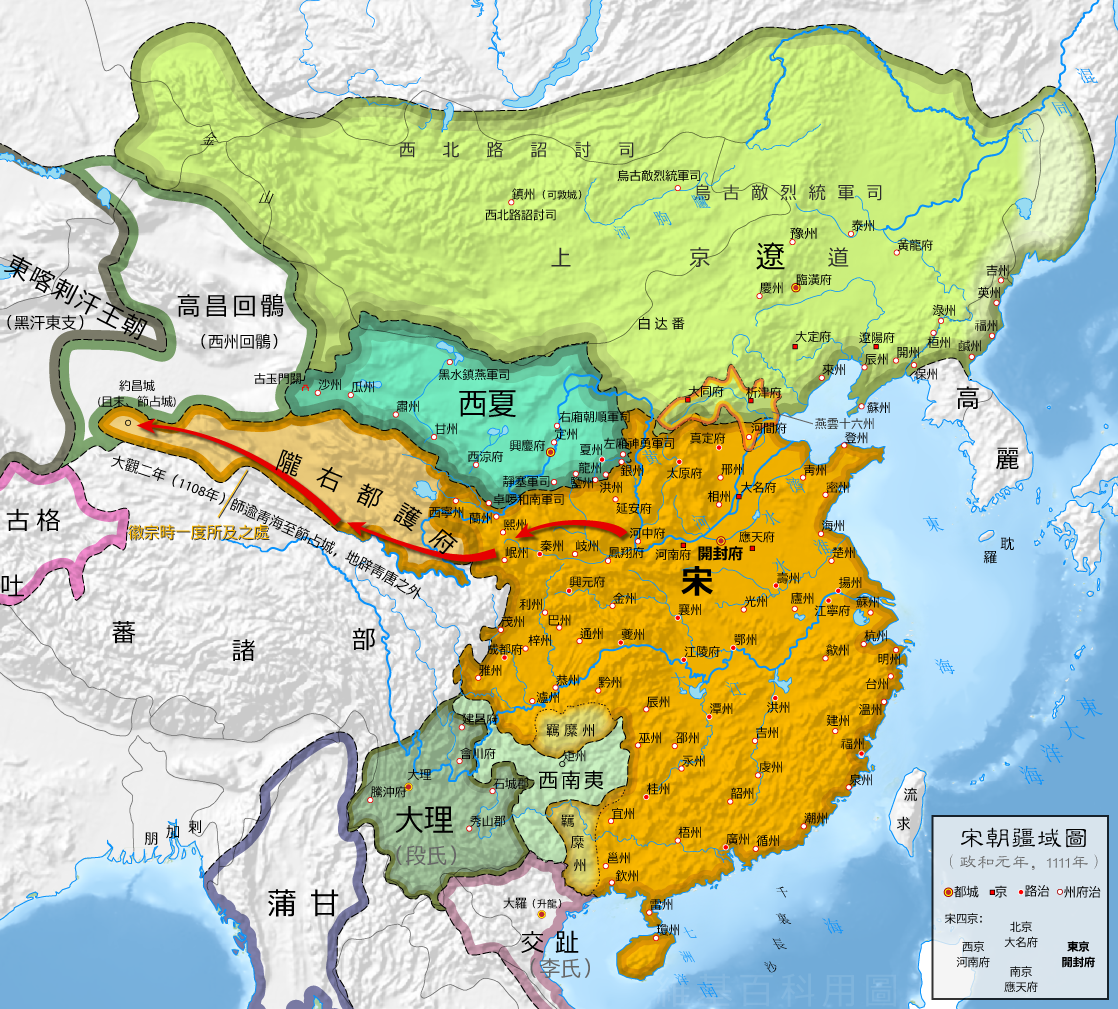
遼朝、北宋、西夏三國疆域

1031年遼聖宗去世，長子耶律宗真即位，即遼興宗。遼興宗其生母蕭耨斤（即法天太后）自立為皇太后並攝政，並派人殺死遼興宗的養母齊天皇后蕭菩薩哥。法天太后重用在遼聖宗時代被裁示永不錄用的貪官污吏以及其娘家的人。遼興宗因無權而不能救，母子因此結怨。法天太后對遼興宗並不信任，打算改立次子耶律宗元（即耶律重元）為帝。耶律宗元把這一事告訴遼興宗。遼興宗怒不可遏，於1034年用武力廢除法天太后，迫法天太后“躬守慶陵”，大殺法天太后親信。七月，遼興宗親政，修建陵園安葬齊天皇后。而後，把法天太后接回來，並與她保持十里的距離，以防不測。遼興宗母子的感情裂痕始終沒有填平。
遼興宗在位時，遼朝國勢已日益衰落。而有遼興宗一朝，奸佞當權，政治腐敗，百姓困苦，軍隊衰弱。面對日益衰落的國勢，遼興宗連年征戰，多次征伐西夏；逼迫北宋多交納歲幣。但是這些反而使遼朝百姓怨聲載道，民不聊生。遼興宗還迷信佛教，穷奢极欲。遼興宗曾與其弟耶律宗元賭博，一連輸了幾個城池。他對自己的弟弟耶律宗元非常感激，一次酒醉時答應百年之後傳位給耶律宗元。其子耶律洪基（即為後來的遼道宗），也未曾封為皇太子，只封為天下兵馬大元帥而已。這種下了遼道宗繼位後，耶律宗元父子企圖謀奪帝位的惡果。1036年，兴宗下令编纂自阿保机时代起的全部律法，后颁行《新定条制》，含有律令547条。
宋夏戰爭後北宋內外交困之際，使得遼朝趁機侵宋。在徵求張儉的意見後，一面派其弟耶律宗元和蕭惠在邊境製造欲攻宋的虛張聲勢，一面派蕭特末和劉六符於1042年正月去宋朝索要瓦橋關南十縣地。宋朝派富弼與遼方使節談判，此即重熙增幣。雙方於九月達成協議，在澶淵之盟規定贈遼歲幣基礎中，再增加增歲幣銀十萬兩、絹十萬匹以了結這次索地之爭。遼興宗還派耶律仁先和劉六符再次使宋爭得一個“納”字，即歲幣是宋方納給遼方的，不是贈送的。宋仁宗也委曲求全予以應允，而條件是遼朝須逼西夏與宋朝和談。因此，在遼宋和好之後，為答應宋朝要求，遼夏關係惡化並發生遼夏戰爭。遼興宗兩次親征西夏，均遭失敗，而西夏最後願意分別向遼和宋稱臣進貢。

### 道宗中衰與女真威脅

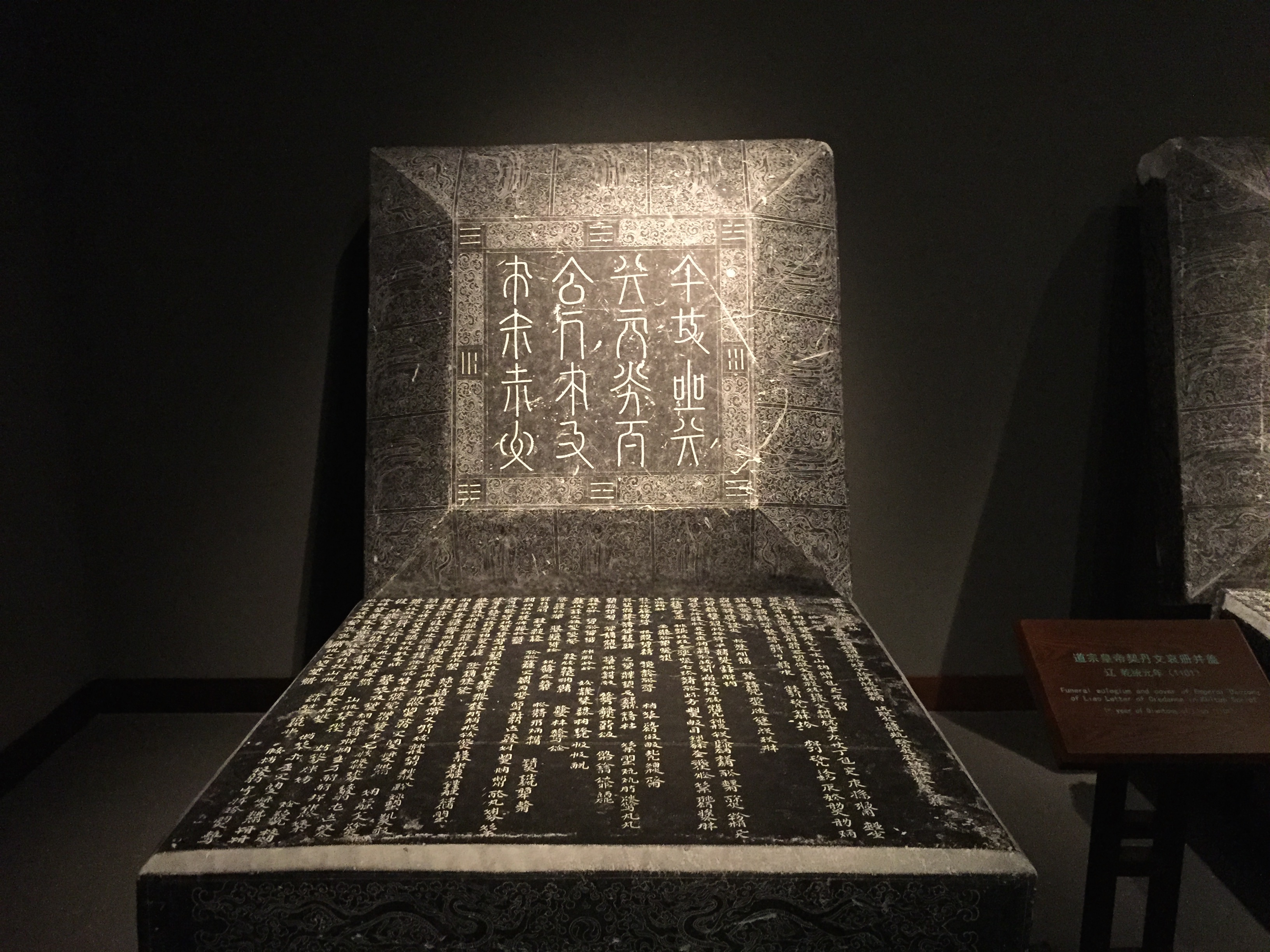
遼道宗契丹文哀册并盖，辽宁省博物馆館藏

遼道宗繼位後，1063年七月耶律宗元聽從兒子的勸說，發動叛亂，自立為帝，不久被遼道宗所平，耶律宗元自盡，史稱灤河之亂。遼道宗在位期間，遼政治腐敗，國勢逐漸衰落。遼道宗並沒有進行改革圖新，而且本人也腐朽奢侈，這時地主官僚急劇兼併土地，百姓痛苦不堪，怨聲載道。遼道宗重用耶律乙辛等奸佞，自己不理朝政，並聽信耶律乙辛的讒言，相信皇后蕭觀音與伶官趙惟一通姦而賜死皇后。而同時耶律乙辛為防太子登基對自己不利，故陷害皇太子耶律濬，並將其殺害，史稱十香詞冤案。後來，一位姓李的婦女向遼道宗進「挾穀歌」遼道宗才把皇太子的兒女接進宮。1079年七月，耶律乙辛乘遼道宗遊獵的時候意圖謀害皇孫耶律延禧，遼道宗接納大臣的勸諫，命皇孫一同秋獵，才化解耶律乙辛的陰謀。1083年，遼道宗追封故太子為昭懷太子，以天子禮改葬。同年十月，耶律乙辛企圖帶私藏武器到宋朝避難，事敗被誅。1101年正月，遼道宗去世，皇孫耶律延禧繼位，即天祚帝（海濱王）。當時西夏崇宗因受到北宋攻擊一再向遼求援，並求天祚帝女尚公主為妻。最後天祚帝於1105年將一個族女耶律南仙提升為公主嫁給夏崇宗，並派使者赴宋，勸北宋對西夏和談。
1112年二月十日天祚帝赴春州，召集附近女真族的酋長來朝，宴席中醉酒後令諸位酋長為他跳舞，只有完顏阿骨打不肯。天祚帝不以為意，但從此完顏阿骨打與遼朝之間不和。九月，完顏阿骨打不再奉詔，並開始對其他不服從他的女真部落用兵。1114年春，完顏阿骨打正式起兵反遼。一開始天祚帝並未將完顏阿骨打當作一個重大威脅，但是所有他派去鎮壓完顏阿骨打的軍隊全部戰敗。1115年天祚帝為了解決女真的威脅，下令親征，但是遼軍到處被女真軍擊敗，完顏阿骨打也自稱皇帝，建立金朝，即金太祖。遼朝於同年發生內亂，耶律章奴在遼上京叛亂，雖然這場叛亂很快就被平定，但是分裂了遼朝內部。此後位於原渤海國的東京也發生高永昌叛亂自立，這場叛亂一直到1116年四月才被平定。五月女真藉機佔領了遼東京和瀋州。1117年女真攻春州，遼軍不戰自敗。

### 分裂與滅亡

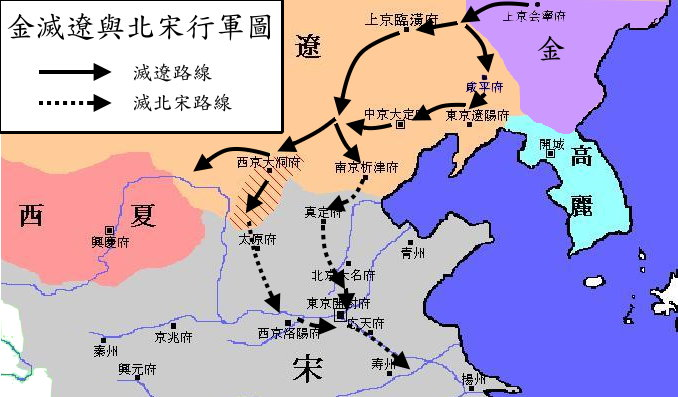
金朝滅遼朝與北宋形勢圖

1120年金軍攻克遼上京，守將蕭撻不也投降，到1121年遼朝已經失去一半的領土。遼將統伊都等人到咸州（今遼寧開原）請降，天祚帝逃到鴛鴦濼（今河北赤城），奔向遼西京。金軍追擊，天祚帝又逃到伊蘇部。而內部又發生因為皇位繼承問題而爆發的內亂，最後天祚帝殺他的長子耶律敖魯斡而結束，但是這使得更多的遼兵投降金朝。1122年正月，金軍攻克遼中京，天祚帝被金兵所迫，流亡夾山。
由於位於遼南京的耶律大石與李處溫等人不知天祚帝去向，他們擁立耶律淳為帝，即天錫帝，是為北遼。天錫帝降天祚帝為湘陰王，並遣大使奉表於金朝，乞為附庸。可是事未完成，他就病死，妻遼德妃稱制，改年號為德興。此時遼臣李處溫父子覺得前景不妙，打算向南私通北宋的童貫，欲劫持遼德妃納土於宋。向北私通金人，作金的內應。後她發現他們罪行而賜死之。當年十一月，遼德妃五次上表給金朝，只要允許立耶律定為遼帝，其他條件均答應。金人不許，她只好派兵死守居庸關，十一月居庸關失守，十二月遼南京被攻破。遼德妃帶著隨從的官員投靠天祚帝，天祚帝誅殺她。
1123年正月，在上京的回離保（蕭幹）自立，號奚國皇帝，八月平定。同年五月，耶律雅里在沙嶺自立為皇帝，改元神曆，是為北遼。1124年，天祚帝已經失去了遼朝的大部分土地，他的兒子和家屬大多數被殺或被俘，天祚帝退出漠外，準備投奔西夏。1125年3月26日，天祚帝在應州被為金人完顏婁室等所俘，遼朝亡。八月天祚帝被解送金上京（今黑龍江阿城），金太宗封為海濱王。1128年，天祚帝病故，遺臣蕭朮者對故主行人臣之禮。

### 西遼續國

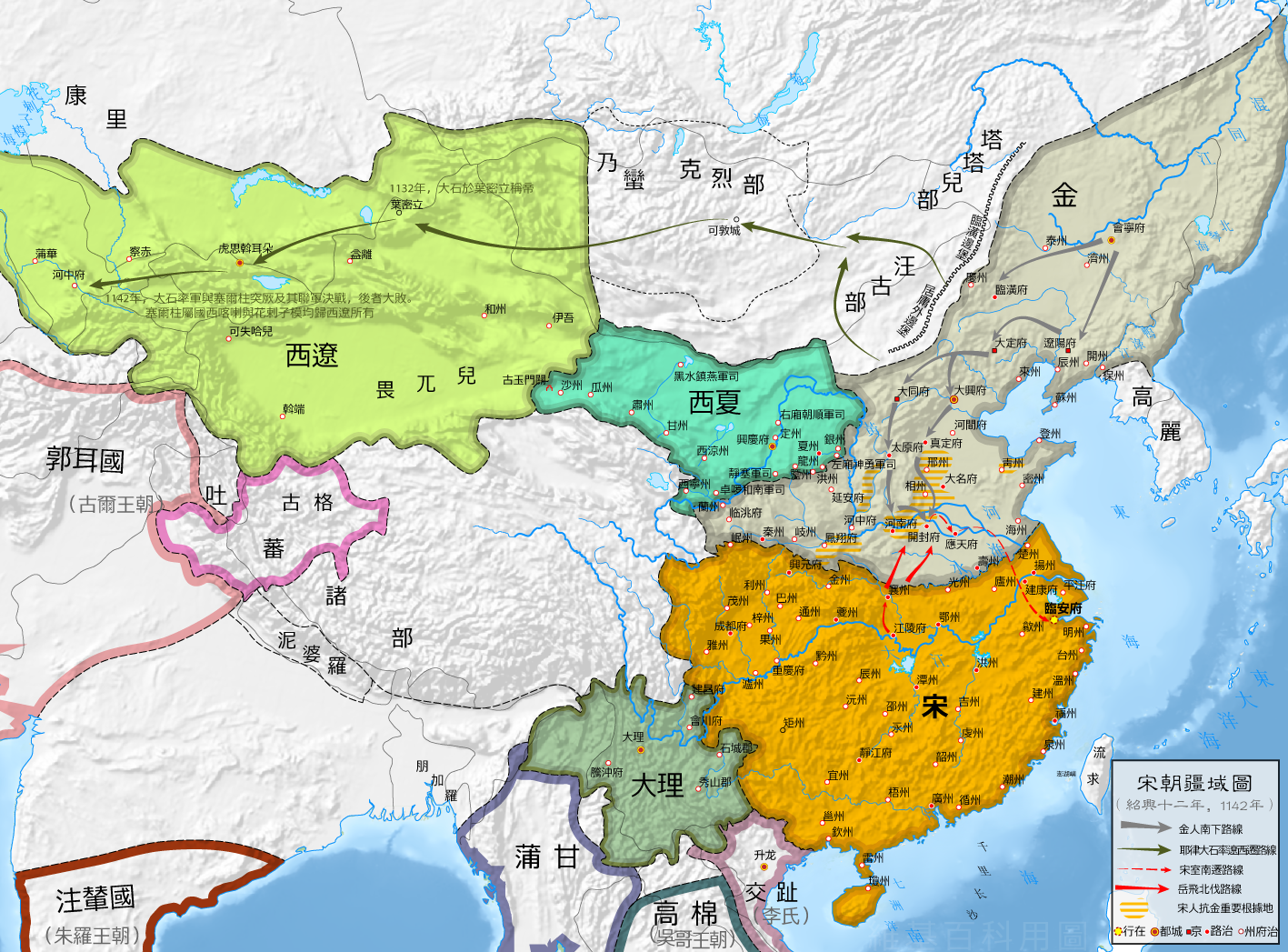
1142年西辽、金、南宋、西夏版图。图中浅绿部分（包括虚线部分）为西辽

此後，遼朝宗室重臣耶律大石在西北召集殘部，控制了蒙古高原和新疆東部一帶。1130年，由於受到金兵的壓迫，耶律大石決定放棄蒙古高原，率部西征。1132年，耶律大石在葉密立（今新疆額敏）稱帝，國號仍為“大遼”，史稱西遼（穆斯林和西方稱為哈剌契丹），随后征服河中地区并定都虎思斡魯朵（今吉尔吉斯斯坦托克马克附近）。西遼曾一度擴張到波斯，成為中亞強國。1143年，耶律大石去世，廟號德宗。之後，西遼歷經感天皇后蕭塔不煙（稱制）、仁宗耶律夷列、承天太后耶律普速完（稱制）和末主耶律直魯古的統治。1211年，突厥乃蛮部貴族屈出律篡位稱帝，但是仍以“大辽”为国号。最終，西遼於1218年被成吉思汗的蒙古軍隊所滅，立國凡87年。西辽的灭亡，被视为辽朝正式结束的象徵。

### 东辽余绪
1212年，契丹人耶律留哥在辽朝故地隆安（今吉林農安）、韓州（今吉林梨樹）一帶起軍反抗金朝，並且受到成吉思汗的庇護。隔年三月，耶律留哥稱王，國號遼，史稱東遼。1216年初，耶律留哥之弟耶律廝不叛變，在澄州稱帝。耶律廝不不久被部下所殺，眾推耶律乞奴為監國。同年秋，木華黎率蒙古軍東下，耶律乞奴等不敵，率九萬契丹族越過鴨綠江進入高麗境內。不久契丹諸貴族自相殘殺，耶律留哥最後於1220年恢復舊地。耶律留哥復國後依然歸附蒙古帝國，成為其藩屬，1270年元世祖撤藩，東遼正式滅亡。

## 疆域與行政區劃

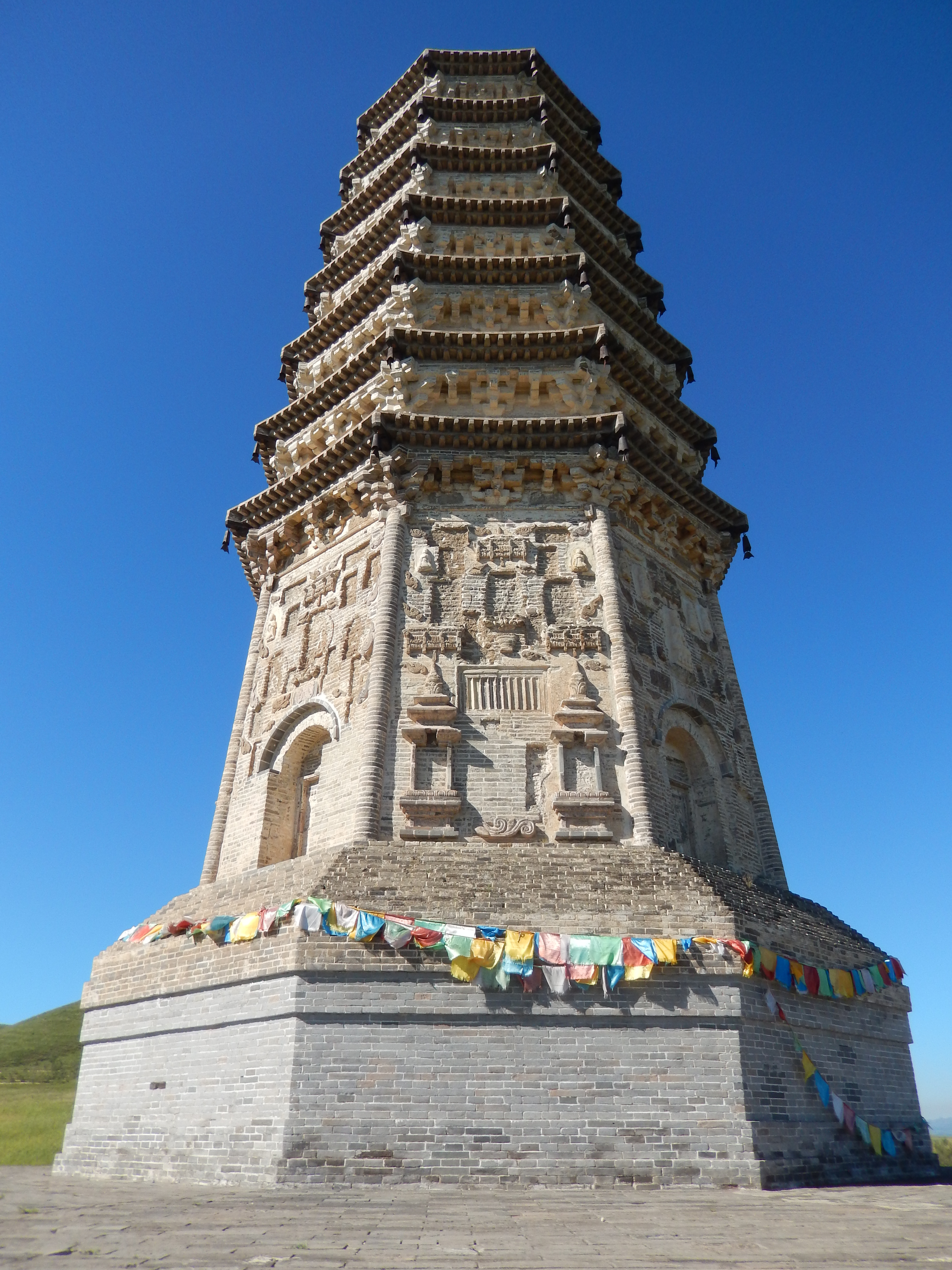
遼上京南塔，塔身嵌有佛、飛天、菩薩、小塔等浮雕，很有契丹族文化的特色

遼朝初期的疆域在今遼河流域上游一帶，在遼太祖及遼太宗時期不斷對外擴張，遼太祖時征服奚（今河北北部）、烏古、黑車子室韋（今內蒙古東部呼倫湖東南）、韃靼、回鶻與渤海國。938年遼太宗時取得燕雲十六州，並一度佔有中原。1005年遼聖宗與北宋簽定澶淵之盟，最後確定了與宋的邊界。遼朝全盛時，疆域東北至今庫頁島，北至蒙古國中部的色楞格河、石勒喀河一帶，西到阿爾泰山，南部至今天津市的海河、河北省霸縣、山西省雁門關一線與北宋交界，與當時統治中原的宋朝相對峙，形成南北朝對峙之勢。
遼朝於契丹國時期領有八部，建立遼國後的行政區劃為道、府（州）、縣三級。共有5京、6府，156州（軍、城），309縣。道有五個，每個道有一個政治中心，稱為京，並以京的名稱來命名道。道下設府、州、軍、城4種政區，為同一級別。
- 五個道：上京道、中京道、东京道、南京道和西京道；
- 府：
  - 京府：上京临潢府、中京大定府、東京遼陽府、南京析津府、西京大同府；
  - 率賓府、定理府、鐵利府、安定府、長嶺府、鎮海府和興中府，1041年興中府升霸州置今朝陽，這7府的地位比京府略低。
- 州： 分等，從高依次為：節度州、觀察州、防禦州、刺史州；
- 縣：遼朝還設有與縣同級的州、軍、城。

遼朝政治的核心是因俗而治，以該文化的典章制度統治該族人民，這個特色在行政區劃也看得出來。在契丹部落時期就征服鄰近的奚族，於當地依舊立奚王，建立自己的政府機構。契丹國時期攻滅渤海國，為了便於統治渤海人民，於當地建立東丹國，沿襲渤海國行政體制。東丹國最後被廢，改為中臺省。在佔領燕雲十六州後，也在當地也沿襲後唐行政體制以便於統治當地漢人。
而頭下軍州是遼朝一種特殊建置。契丹貴族將所俘掠的人口，建立州、軍安置，督迫其為主人勞作。遼諸王、外戚、大臣所領有的頭下軍州可建城郭，其餘只能有自己的頭下寨堡。頭下軍州多設在潢河流域契丹住地。俘戶主要是河北、山西的漢人和東北地區的渤海人。頭下州縣名稱，常採用俘戶原籍州縣名稱，如俘衛州民，建衛州；俘三河縣民，建三河縣；俘密雲民，建密雲縣等。頭下軍州的制度到遼聖宗時期逐漸廢除。

### 五京制度與捺缽制度
遼朝如同宋朝，也有五京制度，主要是為控制因戰爭獲的土地而設置的，或是因為爭奪一地而設置的前進基地。這些先後成立的五京為上京臨潢府（今內蒙古林東）、因控制奚領地而設置的中京大定府（今內蒙古寧城）、因為渤海遺民設置的東京遼陽府（今遼寧遼陽）、因為燕雲十六州而設置控制漢地的南京析津府（今北京）與監視西夏的西京大同府（今山西大同）。五京中，只有上京是首都，其他均是陪都。然而遼中京至澶淵之盟後，其政治作用加強，地位直逼上京的首都地位。
捺缽，即「行在」、「營盤」，為遼帝的行宮。遼朝雖以上京臨潢府作為首都，但其政治核心在捺缽。這是因為契丹族轉徙不定、車馬為家的特性，決定了皇帝的巡狩制。一切重大政治問題均在捺缽隨時決定，是處理政務的行政中心。每年又「四時巡守」，「四時各有行在之所，謂之捺缽」。皇帝在遊獵地區設的行帳，以區別於皇都的宮帳。因氣候、自然條件的制約，四時各有捺缽之地。
遼太宗時，取燕雲十六州後，其國土包括長城以南的廣大地區，為保持契丹族的騎射善戰傳統的經濟生活，仍然過著「轉徙隨時，車馬為家」的生活。正如《遼史》中記載的「遼國盡有大漠，浸包長城之境，因宜為治，秋冬違寒，春夏避暑，隨水草就畋漁，歲以為常」，四時各有行在之所，在這種特殊經濟、政治、文化背景下，在契丹的管理體制上，逐漸形成了一套縣有鮮明遊牧契丹民族獨特特點的四時捺缽制度。契丹皇帝四時巡行的宮帳（也稱牙帳），即春捺缽、夏捺缽、秋捺缽、冬捺缽。

## 政治體制

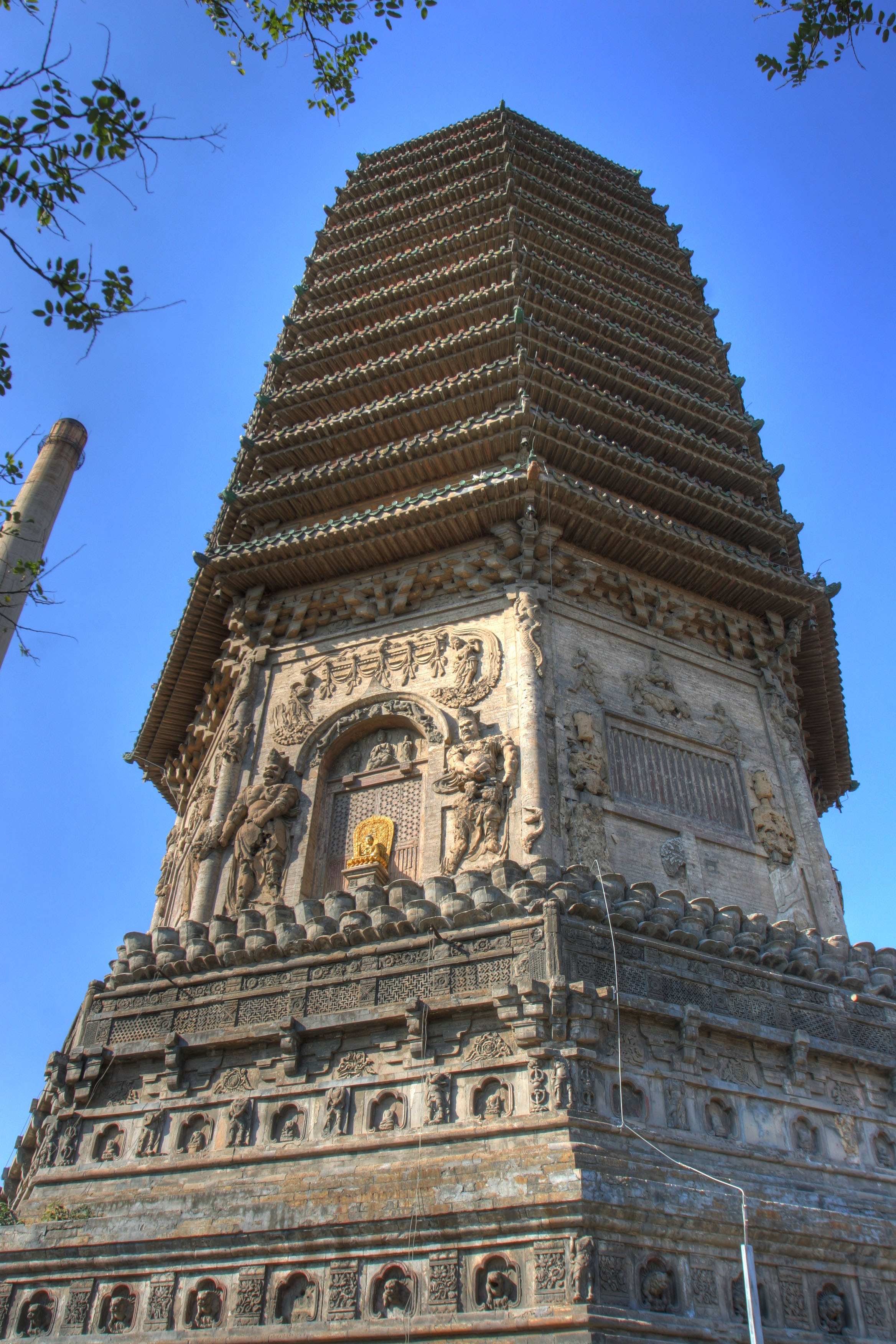
遼南京析津府的天寧寺塔，1100年至1120年遼朝末期興建

由於遼朝屬於多民族國家，其政治體制融合契丹體制與唐宋體制而形成南北院制。南北院制分成北面官制和南面官制，以「本族之制治契丹，以漢制待漢人」，借此保護契丹固有文化與政治體制。北面官治宮帳、部族、屬國之政，南面官治漢人州縣、租賦、軍馬之事，因俗而治。
北面官制中，北南樞密院是遼朝最高官制，北樞密院掌管全國軍政，類似唐朝的兵部；南樞密院掌管銓選、丁賦等政。北樞密院管轄契丹族在內的少數民族，南樞密院管轄漢族以及州、郡、縣。樞密院下還設北南宰相府，北、南宰相都由皇族耶律氏和后族蕭氏所把持。此外還有管理契丹或漢族軍民之事的北南大王院、管理北南院御前祗應之的北南宣徽院、管理皇室教育的大內惕隱司、管理刑獄的夷離畢院、管理文翰之事的大林牙院與管理禮儀的敵烈麻都司等。
南面官制的官名及職掌沿襲唐朝制度，並參照五代和宋朝的官制。以太尉、司徒、司空為三公；太師、太傅、太保為三師。在其下設有中書省、門下省、尚書省等三省。其下有六部與大理寺。還有御史台、翰林院（又稱南面林牙）、國史院、太常寺以及諸監、衛等。官有實授、遙授之分。職事官與散官及階、勳、憲銜、封爵、食邑戶數等配套。遼代官名多有契丹語官名，如林牙即翰林，惕隱掌管皇族政教，夷離畢掌管刑獄，乙裡免為誥命夫人等。而朝廷重要職位都掌握在契丹人手中，尤其是帝系和外戚手中。
遼朝的法律因俗而治，使用雙軌制度，基本原則以國制治契丹，以漢制待漢人。契丹人採屬人主義，漢人採屬地主義。遼朝早期某些制度具有種族歧視成份，契丹制度較為寬鬆，而漢地由於繼承歷代法律，法條較為綿密。遼聖宗時契丹人法也用漢律來斷，這反映漢人地位的提升。而皇帝往往隨意殺人，無法無天，遼穆宗尤甚。後期漢人附屬感漸增，如遼亡前王介儒說：「南朝每謂南人思漢，殊不思自割屬契丹已近二百年，豈無君臣父子之情？」「諺語有之：一馬不備二鞍，一女不嫁二夫。為人臣豈事二主？燕中士大夫豈不念此！」

## 對外關係

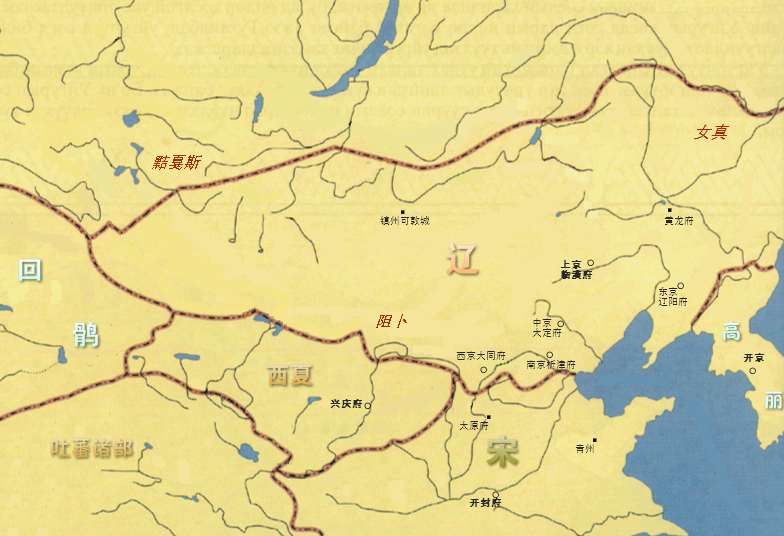
公元1111年辽帝国與其邻国

契丹族原臣服唐朝，被唐朝設立為松漠都督府。於晚唐五代時建立契丹國獨立，並且屢次入侵河北地區。五代後唐末年，遼太宗接受石敬瑭的請求，協助他建立後晉取代後唐，以獲得燕雲十六州與後晉的臣服。不久又南征中原，滅後晉以建立遼朝。至此遼朝與中原的外交關係首度轉為遼朝居上，中原臣服的狀態。之後遼朝衰退，後周與北宋為了燕雲十六州又相繼北伐，雙方恢復對峙的局面。遼朝採取防禦策略，並且扶持北漢對抗中原的北伐，屢次抵禦中原的進攻。直到遼聖宗時，經過充分準備之後，再度發動南征，率遼軍直逼北宋的澶州。最後雙方訂立澶淵之盟，遼朝與北宋建立大致上平等的外交關係，長達120年。條約劃定了雙方的國境線。宋朝為了鞏固邊防，一直在邊境線上種植榆柳造林。條約也約定了宋朝每年向遼支付三十萬兩匹的歲幣，同時開放一些邊境榷場，雙方並且加強經濟和貿易往來。
1042年遼興宗乘宋夏戰爭後北宋內外交困之際，率重兵陳列遼宋邊界，並派蕭特末（漢名蕭英）和劉六符去宋朝索要瓦橋關南十縣地。宋朝派富弼與遼方使節談判，雙方於九月達成協議，此即重熙增幣。最後增加增歲幣銀十萬兩、絹十萬匹以了結這次索地之爭。遼興宗還派耶律仁先和劉六符再次使宋爭得一個「納」字，即歲幣是宋方納給遼方的，不是贈送的。宋臣富弼建議宋仁宗答應要求，並且要求遼朝約束西夏作為條件以破壞遼與西夏的關係，最後使遼興宗兩次親征西夏，勞民傷災。遼朝晚期因受女真族建立的金朝入侵，加上朝廷內部分裂與內鬥，使遼朝有意與北宋和談。但是北宋已經與金朝建立海上之盟而共同伐遼，所以拒絕和談，最後遼朝亡於金朝。

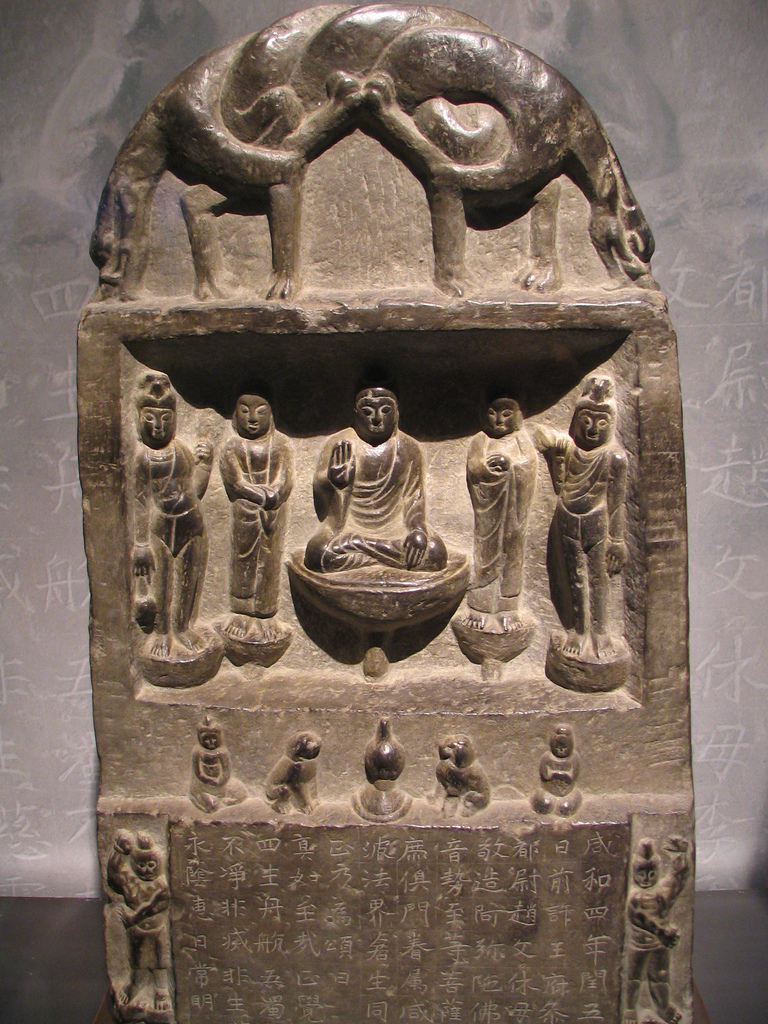
现藏于韩国国立中央博物馆的渤海國咸和四年铭佛龛

遼朝於926年滅渤海國後與高麗接觸。942年送給高麗50匹駱駝，但遭高麗太祖拒絕。遼使被放逐到孤島，所送駱駝也都被餓死。至此遼朝多次襲擾高麗邊界，993年，遼聖宗率大軍越過鴨綠江入侵高麗。最後雙方和談，在高麗同意斷絕與宋的聯盟後，遼聖宗率軍北返，雙方建立友好的睦鄰關係。1009年高麗發生軍變。遼聖宗趁機入侵高麗，最後在攻下開城後北返。1018年，遼朝率大軍再度東征高麗。但不敵高麗軍隊。雙方之後談和，以後遼朝再也沒有入侵高麗。
遼朝與西北諸國保持著較為友好和睦的往來。遼朝西境的主要鄰國西夏，長期以來，一直與遼朝保有朝貢和聯姻關係。一度為遼藩屬，被稱為甥舅之邦。遼朝與西域諸國的關係也源遠流長。早在遼太祖耶律阿保機時，就曾經率軍西征，使西域諸國相繼臣服。統和年間，王太妃出師西域，1003年建可敦城，作為西北的邊防重鎮，經過多年的經營，使遼朝的勢力範圍涵蓋漠南、漠北與西域之地。遼朝政府對這些降附的部落屬國，均採取「因遷種落，內置三部」的羈縻政策，使的這些國家互相監督，皆不願背叛遼朝。這些都使蔥嶺以東的甘州回鶻、西州回鶻與蔥嶺以西的喀喇汗國，基本上都是親附遼朝，其與北宋的關係較疏。此外，西亞的波斯與大食(加茲尼王朝)在遼初也相繼道使來通好。天贊二年，波斯使來，其明年大食使來。大食國王遣使為王子請婚，未允。次年，復遣使請婚，遼聖宗以宗室之女嫁之。
因此，在唐朝滅亡之後，西域、西亞與東歐地區皆將遼朝（契丹）作為中國的代表稱謂。中亞和西亞的伊斯蘭兵書中，還將中國傳過去的火藥與火器稱為「契丹花」、「契丹火箭」等。直到今日，俄羅斯民族的語言和文字當中，也依舊以契丹作為中國的稱呼。

## 軍事制度

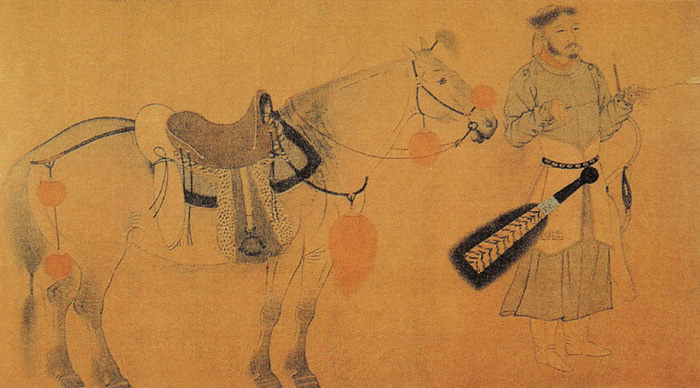
耶律倍所繪《騎射圖》，國立故宮博物院館藏

遼朝的軍隊，平時約在二十萬至三十萬左右。契丹是遊牧民族，善於騎射，平時放牧漁獵，既是生產經濟活動，也是軍事練習，有戰爭很快即可集合成軍。由於全民皆兵，遼朝所能動員的兵力在總人口當中，比例很高，為164萬2800人。由於保留著原始部族的痕跡，並處於由奴隸制向封建制迅速轉化的歷史階段，軍事制度初期多與本民族社會制度合為一體，進入長城以南地區後，既保有本民族特色，又逐步接受漢族影響，具有民族融合的特點。遼朝皇帝親掌最高兵權。下設北南樞密院。北樞密院為最高軍事行政機構，一般由契丹人主管﹔南樞密院亦稱漢人樞密院，掌漢人兵馬之政，因而出現一個朝廷兩種軍事體制並存的局面。 　
遼朝兵制分為宮帳軍、部族軍、京州軍和屬國軍。宮帳軍，即皮室軍，徵集直屬皇帝的著帳戶壯丁組成，是契丹族親軍，供宿衛和征戰，「以行營為宮，選諸部豪健千人，置腹心部」。部族軍，主要由契丹以外的部族壯丁組成，供守衛四邊。以上兩種部隊是遼軍的主力。京州軍，亦稱五州鄉軍，徵集五京道各州縣的漢族、渤海族等的壯丁組成。屬國軍，由臣屬國壯丁組成。後兩種部隊為輔助兵力。遼初，貴族男子人人服兵役，年齡在15～50歲之間的列籍正軍，兵器、戰馬自備。並且時常派遣掠奪周邊物資，時稱打草穀。遼軍以騎兵為主，主要武器是弓箭和刀槍。後期從宋朝傳入拋石機，編有炮手軍。
遼朝軍制十分重要的一點便是所謂的斡魯朵制度，即宮衛制度。斡魯朵意為宮帳或宮殿之意，這是直屬於遼國皇帝及太后的禁衛，另外皇室貴族或受皇帝特別恩寵的大臣也有自己的斡魯朵。斡魯朵制度對加強皇權，維護耶律氏的統治有相當重要的作用。當主人去世後，斡魯朵的人員就變成主人陵墓的守衛者。遼朝共計有十二宮一府。而當代皇帝的斡魯朵出巡時，所有前朝的斡魯朵守衛都要隨行出動當守衛者，所以越後代皇帝的出巡規模就越大。

## 經濟
契丹族本是遊牧民族，原本是「畋漁以食、皮毛以衣、馬逐水草、人仰湩酩」。遊牧民族經濟上的弱點，在契丹立國之前大致上解決。以人為方式在遊牧地區內營造綠洲，再將農耕民族移居其中。契丹人從事農業、手工業，都是由遼太祖的祖父、父親以及伯父等傳入契丹，又傳授紡織。遼在各地均設群牧使司以管理官有的牲畜。遼朝皇帝使農牧業共同發展繁榮，各得其所，建立獨特的、比較完整的管理體制。

### 農業

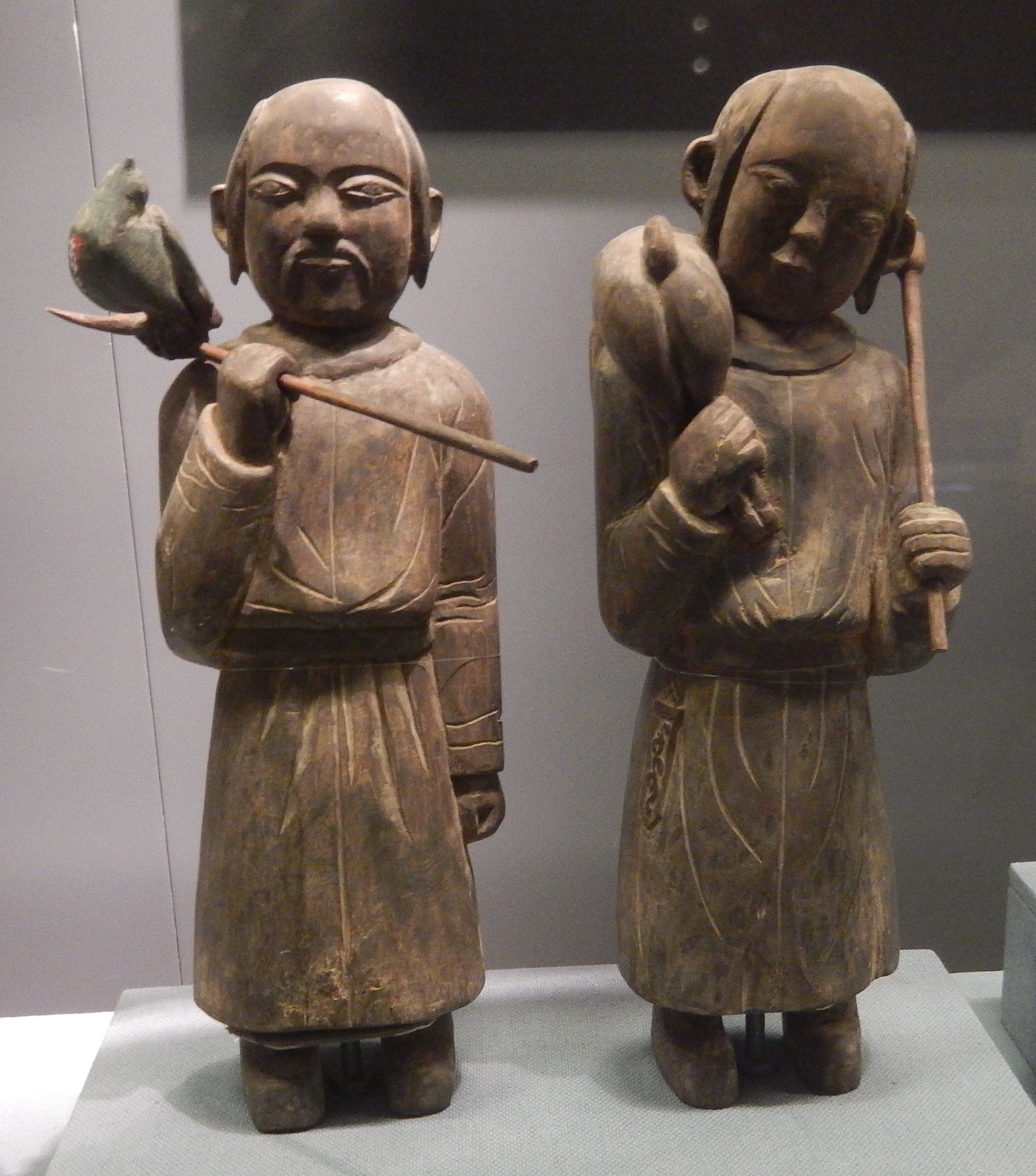
辽朝契丹渔猎木立俑，首都博物馆藏

遼朝境內農作物品種齊全，既有粟、麥、稻、穄等糧食作物，也有蔬菜瓜果。他們借鑒和學習中原的農業技術，引進作物品種，還從回鶻引進了西瓜、回鶻豆等瓜果品種，結合北方氣候特點形成了一套獨特的作物栽培技術。遼朝的土地有公田和私田兩類。在沿邊設置的屯田自然是公田。募民耕種的在官閒田也是公田，百姓領種十年以後，要對朝廷繳納租賦。至於所說的「占田置業入稅」則是私田了。估計屯田多集中在北部沿邊，私田則多在遼國南境。在契丹的漢人依然是以男耕女織的方法維持家庭收入。同時，契丹將戰爭中俘掠的漢人，安置在契丹腹心地區，建立許多頭下軍州。除少部分需上繳，其餘收入皆歸頭下主所有。遼廷為了鼓勵人民開闢荒地，立例若成功開闢農地可免租賦十年，形成契丹特有的農牧混合經濟。遇到兵荒、歲饑之年，也要減、免賦稅，991年1月遼聖宗時期，「詔免三京諸道租稅，仍罷括田」。1075年9月遼道宗時期，「以南京饑，免租稅一年，仍出錢粟振之」。遼朝從事農業生產的居民被編入州縣，包括擁有少量土地的自耕農和靠租種地主土地為生的佃戶。他們無論經濟地位如何，都是具有自由民身分的國家編戶，並承擔著國家的賦役負擔。寺廟的佃戶多是貴族、官僚隨同土地一起轉贈的，是既向國家納稅又向寺廟交租的另一種形式的稅戶。

### 畜牧業

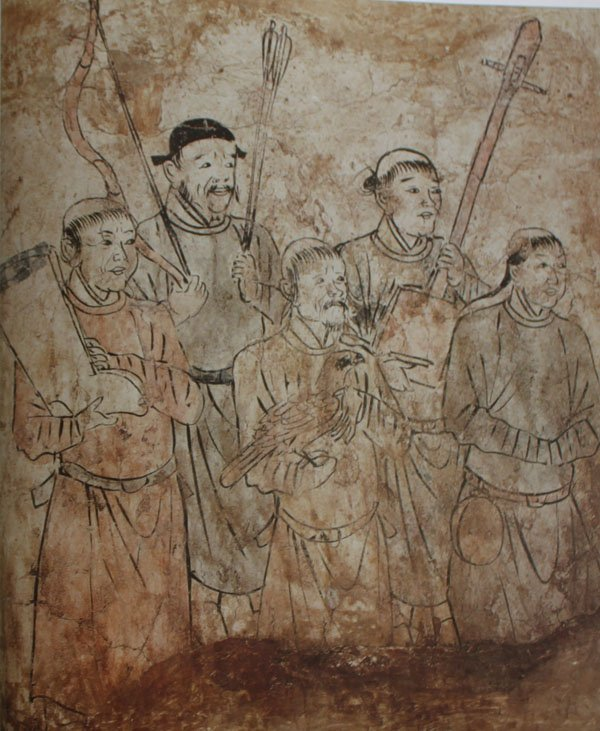
辽朝壁画备猎图，敖汉旗博物馆藏

遼朝的畜牧業十分發達，契丹人的牧業經濟得到了較大發展。牧業是契丹等部落民的生活來源，也是遼朝所以武力強盛、所向克捷的物質條件。當時陰山以北至臚朐河，土河、潢水至撻魯河、額爾古納河流域，歷來有優良的牧場。契丹各部和屬部中的阻卜、烏古、敵烈、回鶻、項等，主要從事遊牧業。羊、馬是契丹等遊牧民的主要生活資料：乳肉是食品，皮毛為衣被，馬、駱駝則是重要的交通工具。戰爭和射獵活動中馬匹又是不可缺少的裝備。因此，“蕃漢人戶亦以牧養多少為高下”。阿保機之妻述律氏曾自豪地說：“我有西樓羊馬之富，其樂不可勝窮也”。羊、馬也是遼朝向契丹諸部和西北、東北屬國、屬部徵收的賦稅和貢品，是遼朝的重要經濟來源，因而受到統治集團的重視。遊牧的契丹人，編入相應的部落和石烈，在部落首領的管理下，在部落的分地上從事牧業生產，承擔著部落和國家的賦役負擔，沒有朝廷和部落首領的允許，不能隨意脫離本部。他們是牧區的勞動者、牧業生產的主要承擔者，是部落貴族的屬民。

### 手工業
遼代的冶鐵業發達，發掘出土鐵制的農業工具、炊具、馬具、手工工具可與中原的產品相媲美。遼東是遼朝產鐵要地，促進遼朝冶鐵業的發展。初期，曾以橫帳和大族奴隸置曷術石烈，從事冶煉。“曷術”，即契丹語“鐵”。曷術石烈在聖宗時因戶口繁息和生產關係的變化，改編為部，仍以鐵為賦。遼在手山、三黜古斯和柳濕河分置三冶。其中手山為今遼寧省鞍山市的首山，這裡的礦冶史最晚當起自遼代。
遼代陶藝受唐代影響，墓葬出土文物則顯示部分宋代器皿及其他器皿自國外輸入，但金、銀器製作亦採用唐、宋的金屬打製和鍍金技術。遼瓷在中國陶瓷發展史上佔有重要地位，瓷器的造型可分為中原式和契丹式兩類，中原式仿造中原的風格燒造，有碗、盤、杯、碟、盂、盒、壺、瓶等，契丹式則仿造本族習慣使用的皮制、木制等容器樣式燒造，器類有瓶、壺、盤、碟，造型獨具一格。缸瓦窯村窯是一處目前所知遼代最大的古瓷窯遺址，可生產白釉、單釉和三彩釉瓷以及宮廷所用的官窯器物。遼代的鎏金、鎏銀、染織、造馬具、制瓷以及造紙等手工業門類齊全，工藝精湛。契丹鞍與端硯、蜀錦、定瓷更被北宋《袖中锦》評比為「天下第一」。陳國公主與駙馬墓、耶律羽之墓等貴族墓葬出土的精美金銀器都反映出契丹獨特的民族特色和高度的工藝技術水準。如在內蒙古翁牛特旗廣德公鄉遼墓出土的雙猴綠釉雞冠壺和龍首綠釉雞冠壺就是仿契丹族皮囊容器的模式，在壺體側邊作出仿皮革縫製的痕跡，此類壺是契丹民族特有的生活器皿。

### 商業
隨著農、牧、手工業的發展，交換逐漸頻繁，商業活動也日益活躍。早期，遼太祖在炭山北建羊城，“起榷務以通諸道市易”。後版圖擴大，建置完善，經濟成分增加，範圍擴大，商業也有了進一步的發展。遼五京相繼建成後，都成了遼朝的重要商業城市。遼朝與周邊各政權、各民族、國家的經濟往來多以朝貢和互市的方式進行。由於商業的發展，遼朝境內也出現了富有的商人階層，他們或經商於五京、州縣，或來往於遼、五代諸國或宋朝，有的甚至成為代表遼朝辦理交涉的使臣，如遼太宗時的回圖使喬榮經商於後晉，又為遼朝商業貿易的代表，並可作為使臣與後晉交涉政務。西京歸化州的韓師訓也是富甲一方的商人。
遼代物價甚低，雖有鹽酒之稅，但各地稅率並不一致。商業貿易的繁榮促進了貨幣經濟的發展。據文獻記載，耶律阿保機之父撒剌的時，已開始鑄造貨幣。然而貨幣使用量不多，遼世宗時，上京還處在交易無錢而用布的狀態。各地都用不同貨幣，如聖宗以前所鑄的遼錢極少，聖宗之後稍微多了一些，但在流通貨幣中，所佔數量仍甚少，不及百分之二，主要的是宋錢，其次是唐及五代及其他朝代的錢；在對外交易方面，遼主要與宋和西夏等通過邊境上的榷場進行互補性的交易。另外與日本、高麗、阿拔斯王朝、基輔公國和喀喇汗國也有貿易往來。

## 文化
遼朝吸收許多漢文化與渤海國文化。滅渤海後，渤海遺民大量聚居于遼上京、遼東京一帶的州縣，較先進的渤海文化對遼文化有較為廣泛的影響。據漢地幽雲十六州到後來和宋朝的頻繁交往，無論是戰爭還是和平時期的榷場貿易，漢文化對於遼朝的影響都是巨大的。由於大量漢文書籍的翻譯，將中原人民的科學技術、文學、史學成就等介紹到了草原地區，帶動和促進了遊牧民族草原文化的發展。遼朝皇室和契丹貴族多仰慕漢文化，如遼的開國皇帝遼太祖崇拜孔子，先後於上京建國子監，府、州、縣設學，以傳授儒家學說，又建立孔子廟；遼聖宗常閱讀《貞觀政要》、道宗愛看《論語》等；遼道宗時，契丹以“諸夏”自稱，道宗又說“吾修文物，彬彬不異中華。”教育方面實行設學養士和科舉取士。

### 文學與文字

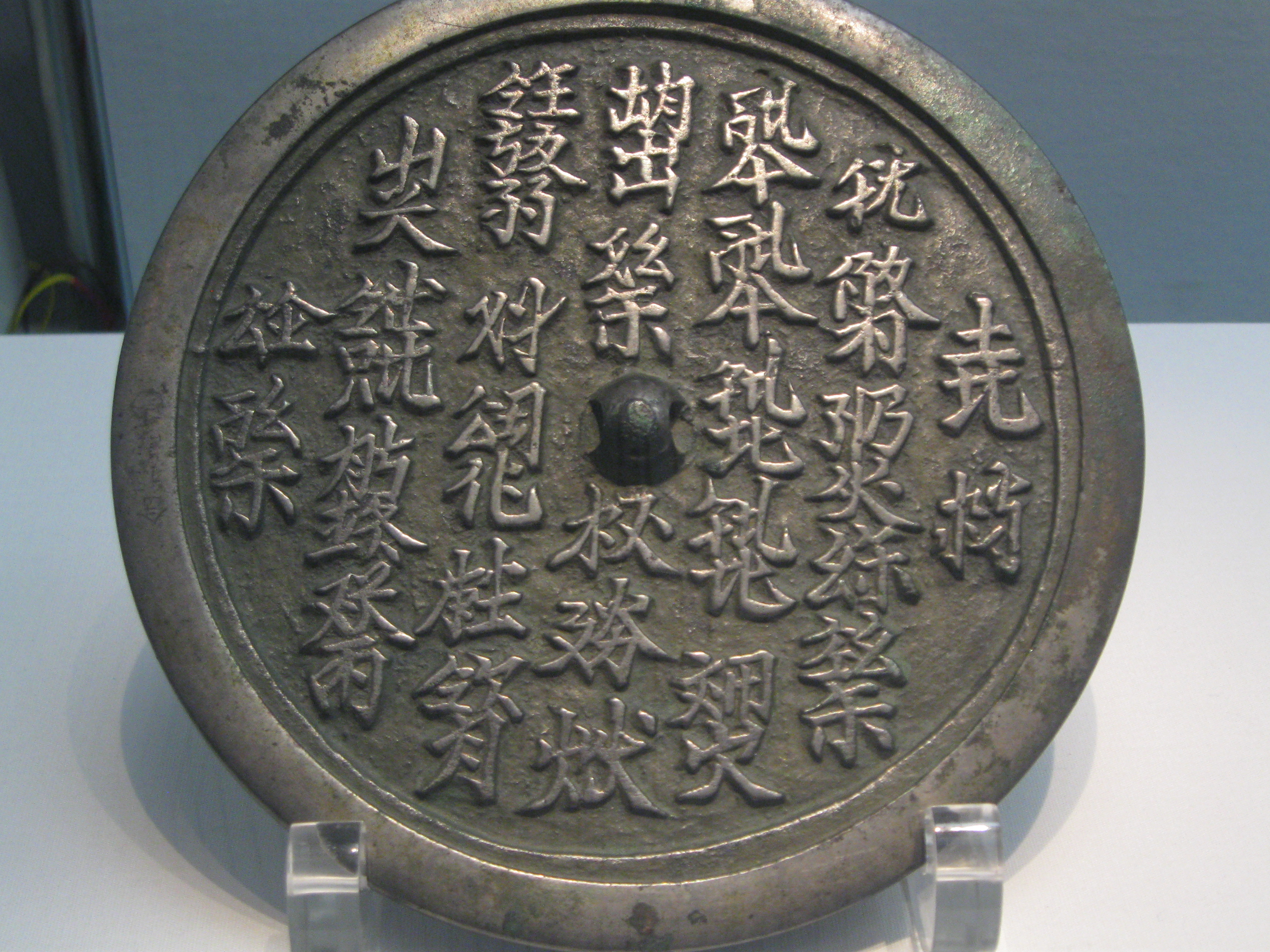
位於銅鏡上的契丹文字

遼朝文人既用契丹語言文字創作，也大量用漢語文寫作。他們的作品有詩、詞、歌、賦、文、章奏、書簡等各種體裁，有述懷、戒喻、諷諫、敘事等各種題材。作者包括帝后、宗室、群臣、諸部人和著帳郎君子弟。契丹的詩詞既有氣勢磅礴之句，也有清新優美之詞。遼興宗也善為詩文，1050年宋使趙概至遼，遼興宗于席上請概賦《信誓如山河詩》。在遼朝諸帝中，遼道宗文學修養最高，善詩賦，作品清新雅麗，意境深遠。有《題李儼黃菊賦》。宗室東丹王耶律倍有《樂田園詩》、《海上詩》。耶律國留、耶律資宗、耶律昭兄弟三人皆善屬文、工辭章，耶律國留有《兔賦》、《寤寐歌》；耶律資宗出使高麗被留期間，“每懷君親，輒有著述”，後編為《西亭集》；耶律昭因事被流放西北部，致書招討使蕭撻凜，陳安邊之策，詞旨皆可稱。遼道宗的皇后蕭觀音《諫獵疏》、《回心院》和應制詩《君臣同志華夷同風》表達關心社稷安危、致主澤民的政治理想。流傳至今的遼人作品除王鼎的《焚椒錄》外，還有寺公大師的《醉義歌》。《醉義歌》是使用契丹語創作，有金朝耶律履的譯文，只是契丹文原作和耶律履譯文已經失傳，今有耶律履的兒子耶律楚材的漢譯本傳世。

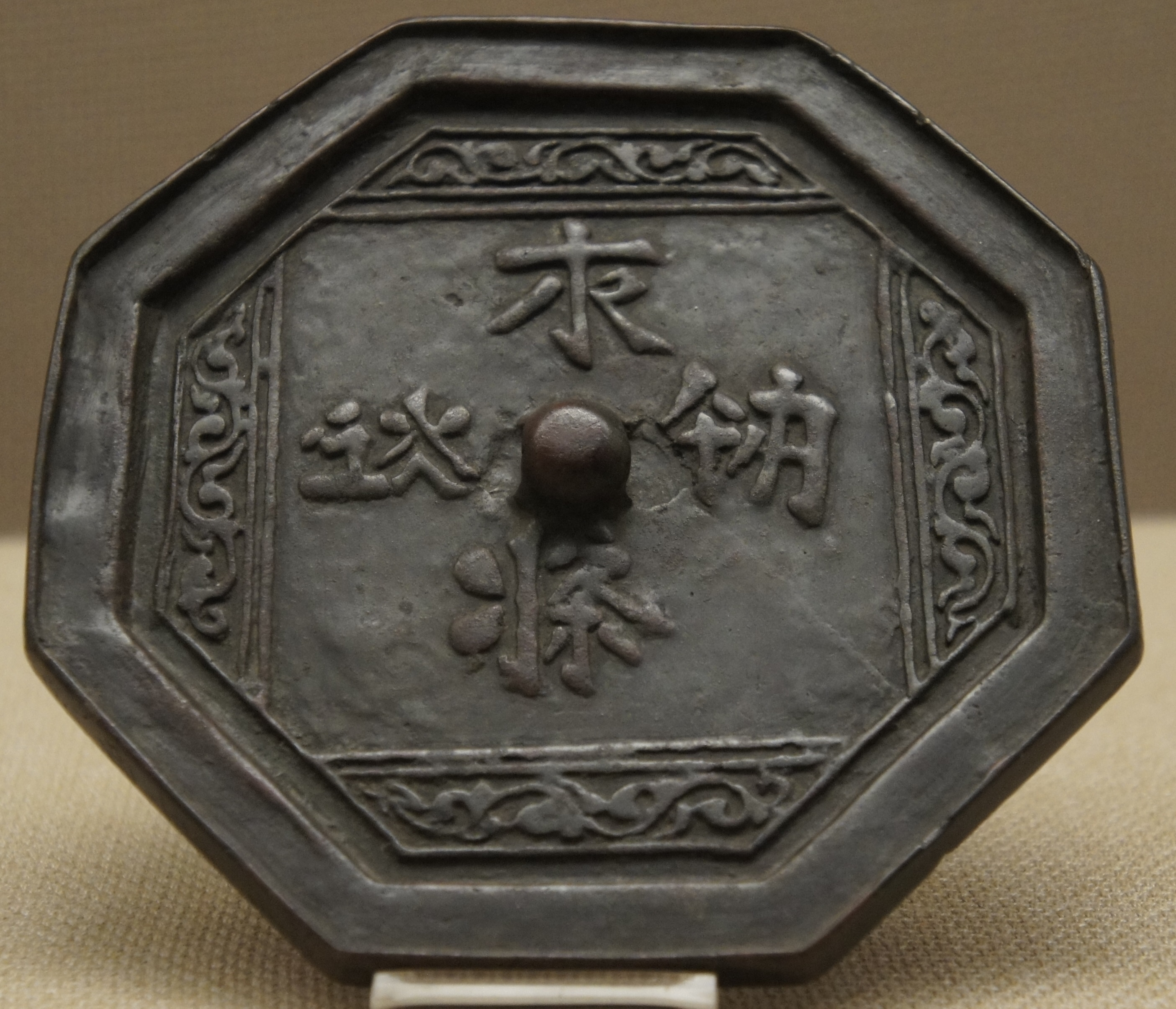
契丹小字銅鏡，譯為“壽長福德”

在書目方面，遼設國史院，專修整歷史，設官監修國士、史館學士、修國史等，曾撰寫起居注、日曆、實錄二十卷、國史，又把不少漢人書籍翻譯為遼朝文字，如《五代史》等。當中，遼代所寫的實錄成為元朝脫脫等所編寫的《遼史》主要材料之一。
語言文字方面，漢語與契丹語都是通行的，不少文書都是以這兩種語言寫就。遼代還出現了為佛教信眾學習佛經而編纂的漢字字典《龍龕手鏡》。契丹文是遼代為記錄契丹語而參照漢字創製的文字，分契丹大字和契丹小字兩種形式。但現時已缺少類似的文獻。契丹大字相傳於920年由遼太祖下令耶律突呂不和耶律魯不古參照漢字創制，應有三千餘字；契丹小字由遼太祖弟耶律迭剌參考回鶻文對大字加以改變而成。小字為拼音文字，約五百個發音符號。契丹小字較大字簡便，原字雖少，卻能把契丹語全部貫通。契丹族創字表現出強烈的民族自覺，對其他民族也有不少影響，例如西夏創造項文字、金朝創造女真文字、元朝創造八思巴文字。契丹字的通行直到1191年金朝金章宗廢除為止。有观点认为契丹人受印章雕刻启发，参照雕版印刷术优缺点发明了契丹大字石活字印刷，比毕昇的泥活字早150年。

### 宗教

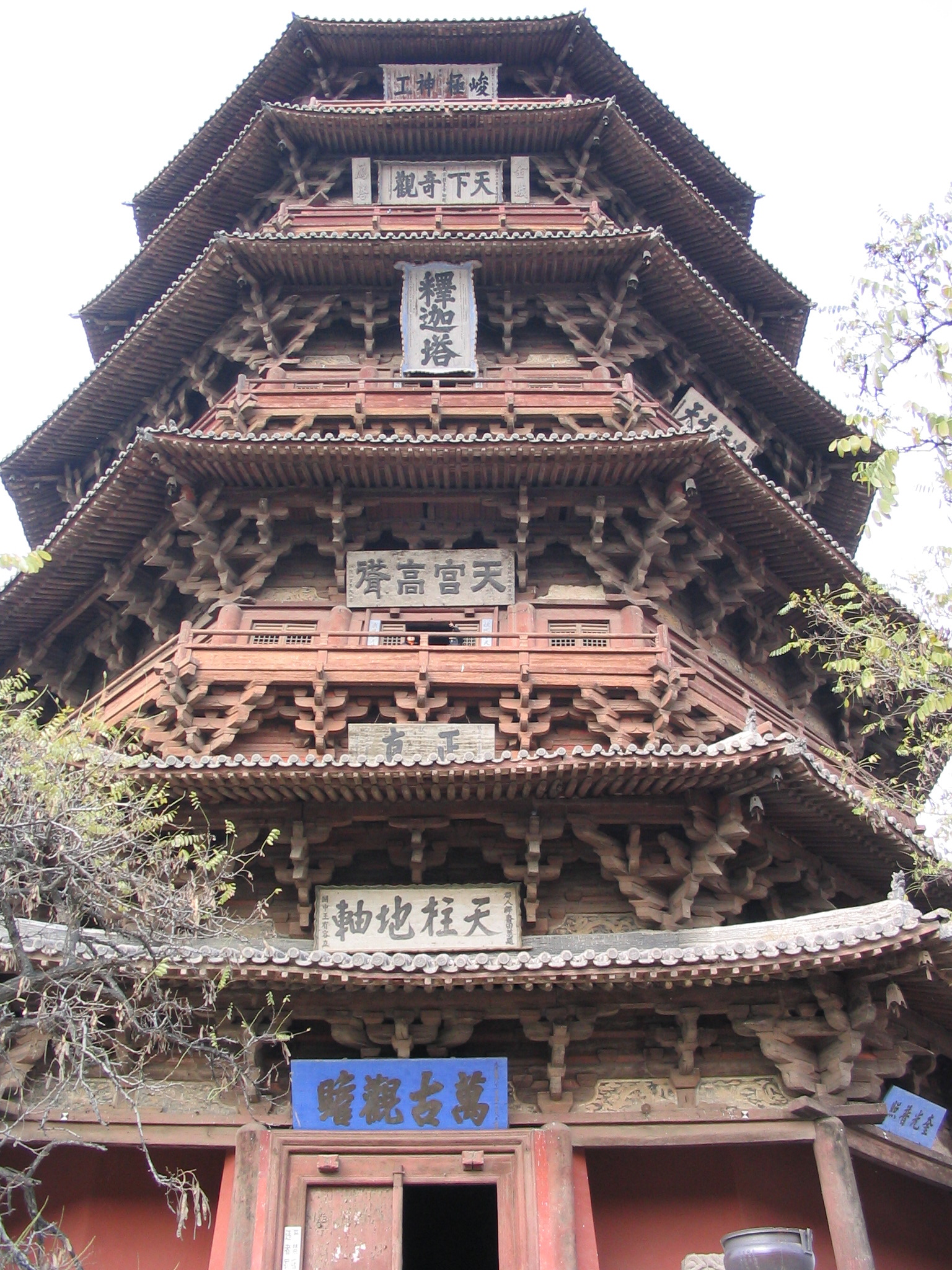
应县木塔（佛宫寺释迦塔），建於1056年，是目前世界现存最高、最古老的多层木结构建筑

遼朝的宗教以佛教和薩滿教為主，此外也崇拜契丹祖先和民間信仰。民族信仰有木葉山崇拜、天地崇拜與拜日神、拜山神等。木葉山崇拜源自契丹始祖出現與契丹八部興起的傳說，帶有薩滿教的文化背景。契丹族於木葉山（今內蒙古西拉木倫河與老哈河合流處）興建契丹祖廟以祭拜始祖，最後發展成遼朝皇室的柴冊儀。
遼朝佛教基本上繼承盛唐的教學佛教。早在唐朝唐武宗發動滅佛事件時因為河北諸藩鎮不聽從，大量僧侶與佛教文物流向河北地區，使得當地佛教文化蓬逢發展。902年龍化州建開教寺，為佛教北傳契丹的起始點。918年遼上京又建佛寺，佛教逐漸為契丹人所信仰和崇尚。926年遼朝滅渤海國後，俘渤海僧人崇文等57人至上京，又建天雄寺。此後，諸京和各州縣也相繼修建寺廟。938年遼朝領有燕雲十六州後，此地逐漸發展成佛教文化重心，到遼朝晚期「僧侶、佛寺之數冠北方」。遼太宗等遼朝皇帝也採取保護佛教政策，尊崇佛教，佛教大盛。遼興宗時覺華島海雲寺僧人海山（郎思孝）與遼興宗關係甚好。遼道宗曾以詩贊譽法均：“行高峰頂松千尺，戒凈天心月一輪。”隨著佛教的傳播，由皇帝下令，寺廟校勘、雕印佛經和個人寫經，集資刻經、印經等活動十分活躍。從山西應縣木塔佛像中發現的丹藏、佛經及佛畫，河北豐潤天寶寺塔發現的佛經，內蒙古巴林右旗釋迦佛舍利塔中發現的佛經，堪稱佛教藝術瑰寶。遼朝完成以《大般若經》為首的主要佛教石刻，於遼興宗時期出版的《契丹大藏經》，其地位僅次於宋朝宋太祖時期開版《蜀版大藏經》，在佛典史上佔有重要地位。

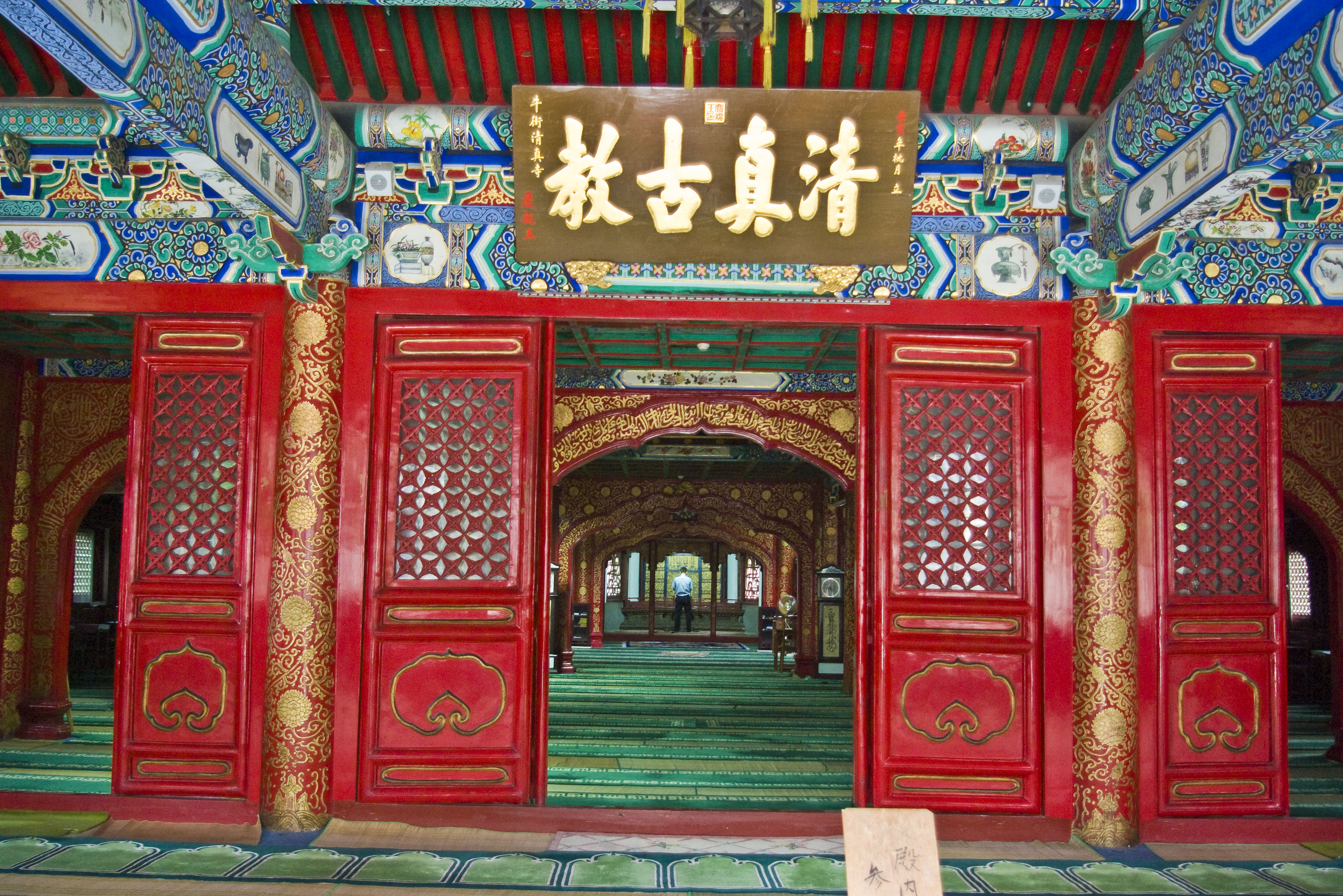
遼朝伊斯蘭教的重心，牛街禮拜寺禮拜殿第一進內景

道教和道家思想對契丹人也產生了一定影響。遼初，以各種方式進入草原的漢人中，就有一些道教信仰者。如上京有天長觀，中京有通天觀，一些州城也多有道士和道觀。某些契丹上層和契丹部民也信仰道教。遼聖宗對“道釋二教，皆洞其旨”，其弟耶律隆裕更是個虔誠的道教信徒。某些上層道士同佛教上層一樣受到皇帝的禮遇。遼聖宗曾予道士馮若谷加官太子中允。道教的傳播也帶動了道家經典的研究，遼初道士劉海蟾著有《還丹破迷歌》和《還金篇》，耶律倍譯有《陰符經》，遼聖宗時闐張文寶曾進《內丹書》，寺公大師的《醉義歌》中也雜有道教思想。
遼朝也有通行伊斯蘭教，主要經由位於西域、已經伊斯蘭化的喀喇汗國東傳而來。996年入仕遼廷的阿拉伯學者納蘇魯丁即在遼南京（今北京）興建牛街禮拜寺。後來的西遼遼帝對伊斯蘭教採取的寬容优待政策，使伊斯蘭教持續在西域發展。

### 藝術
遼朝繪畫作品具有很高的藝術價值，契丹人善畫草原風光和騎射人物，遼朝湧現出不少卓有成就的畫家，創作了大量優秀的繪畫作品。耶律倍和著名畫家胡瑰、胡虔父子所畫多入北宋內府，被譽為“神品”。耶律倍畫的《射騎圖》、胡環的《出獵圖》、無名氏的《丹楓呦鹿圖》、《秋林群鹿圖》等名畫，均為曠世珍寶。此外比較有名的尚有：耶律防曾兩次使宋，見宋仁宗，“陛辭，僅一見，”即臨摹如真容。蕭瀜據《繪事備考》雲：“好讀書，親翰墨，尤善丹青……”。虞仲文據《圖繪寶鑒》記載他善畫人馬，墨竹學文湖州（文同）。其它還有契丹族耶律題子、秦晉國妃蕭氏，以及漢族陳升、常思言與吳九州等人也皆以善畫稱。
雕塑作品刀法遒勁，栩栩如生。建築藝術主要體現在佛塔和佛寺。山西省靈丘覺山寺西塔院中的覺山寺塔、北京市天寧寺塔、遼寧省遼陽白塔、海城析木城金塔造型美觀，是遼代最流行的密簷塔中的傑出代表作品。天津薊縣獨樂寺的觀音閣兼唐代和宋朝之長處，雄健壯麗。

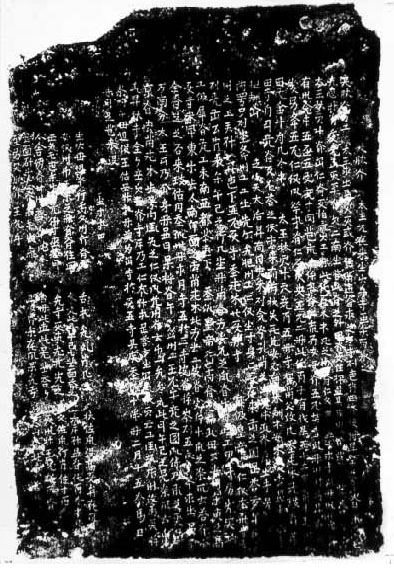
《北大王墓誌》

遼朝用契丹文字刻製的石刻。契丹文石刻用契丹大字和小字刻制，一般分為紀功碑、建廟記、哀冊文、墓誌銘、題記等類。契丹大字石刻如：《遼太祖紀功碑》（殘）、《大遼大橫帳蘭陵郡夫人建靜安寺碑》、《耶律延寧墓誌》、《蕭孝忠墓誌銘》、《故太師銘石記》與《北大王墓誌》等。其中《北大王墓誌》（又作《耶律萬辛墓誌》）是契丹大字石刻中字體最工整的一件，講述耶律萬辛的事蹟，本墓誌使用遼代契丹大字、漢字刻印。由於刻字工整，字數較多，有利於契丹大字的解讀。
遼朝散樂受唐朝和五代後晉影響極深，在此基礎上與契丹族民間藝術相融合，建立起的一種類似宮廷音樂的形式。《遼史》中有記載，其演奏樂器有：觱篥、簫、笛、笙、琵琶、五弦、箜篌、箏、方響、枝鼓、第二鼓、第三鼓、腰鼓、大鼓與拍板等。散樂由12人組成，是一支完整的表演隊伍。樂隊呈兩排，前排第三人下，有一低矮的舞蹈者，隨著節拍翩翩起舞。

### 科技
遼朝在科學技術方面也取得一些成就。遼朝的醫藥久負盛名，遼朝醫生直魯古撰有《脈訣》與《針灸書》，其中的治療方法至今仍應用在臨床實踐中。當時具有屍體防腐保存的技術，文惟簡所著的《虜廷事實》、《新五代史·四夷附錄》等文獻都記載契丹人用香藥、鹽、礬等保存屍體的方法。1981年在內蒙古察右前旗豪欠營遼墓中發現有保存比較完整的乾屍。
遼朝的天文曆法繼承五代曆法，並略有改進。遼朝原使用後晉馬重元的調元曆，995年行用遼刺史賈俊的大明曆。遼朝皇帝十分重視天象觀測，時人並將天象與政事相連繫。1971年在河北省宣化遼墓發現的彩繪星圖繪有二十八宿、黃道十二宮。1989年在宣化遼墓又發現兩幅星圖，除與前圖略同外，並有十二生肖，均作人形，從中可以得知遼朝天文學已達到很高的水準。

## 社會

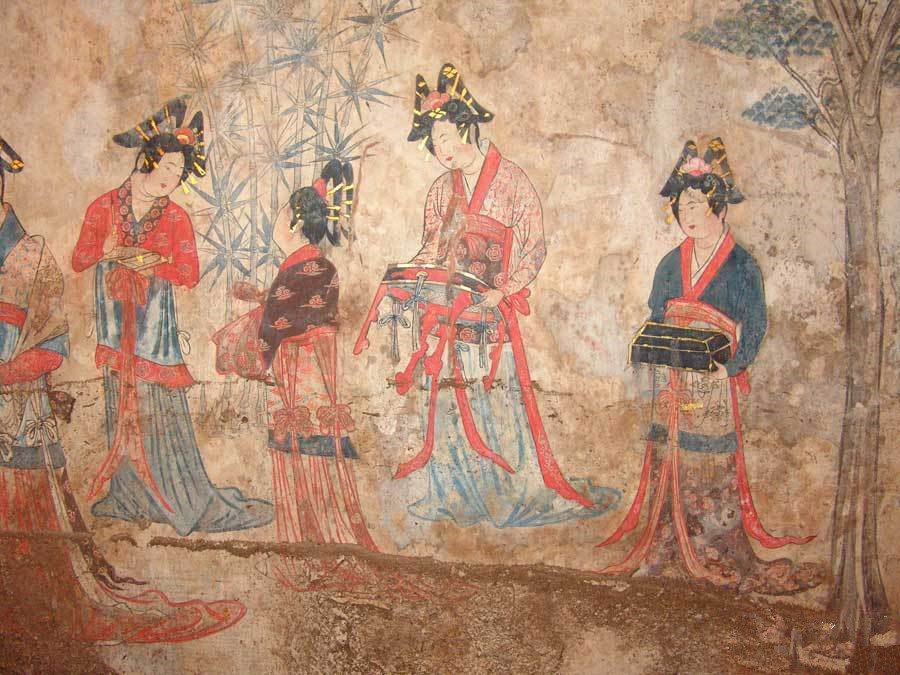
寳山遼墓壁畫，寄錦圗

契丹民族的社會與風俗，本不同於漢人。遼朝在統治漢人的燕雲十六州地區，則同於中原；在北方的契丹人，則依舊俗生活；介於混雜地區，就呈現兩種混合型態。契丹人的儀俗很多，如拜日儀、柴冊儀、再生儀、祭山、射鬼箭等。特別的生活方式就是四時的「捺缽」，遼朝皇帝帶領百官的中央政權，隨著一年四時，到各地巡狩，其宮帳的所在地就是「捺缽」。其他還有「頭魚宴」、「頭鵝宴」等生活習慣。契丹飲食文化因地制宜，有蜜餞、果脯等，是用蜜蠟浸漬水果而成，以利保存。清朝東北仍有以歐李（野果）“漬以餳蜜”之俗，今日北京特產果脯，也是與契丹人的“蜜漬山果”“蜜曬山果”之類一脈相承。
在日常生活上，契丹人具有北亞民族傳統，以羊狐皮衣居多。而貴族官吏則以貂裘為主，並且穿絲絹服飾，所配戴的裝飾也比較多。飲酒食肉為普遍現象，居住以帳幕為主，也有居住在宮室。摔跤、擊鞠（踢球）、射柳、射兔節、下圍棋和雙陸等均是遼人的業餘活動。關於節令風俗，遼漢皆有，仍以契丹舊俗為主。例如元旦日，以弱米和白羊髓為餅。正月七日為人日，食煎餅，稱為「薰天餅」。其他尚有中和、上巳、端午、夏至、中元、中秋、重九、冬至等，都是直接或間接從中原傳入的，節日風俗大體相同。然而也有一些節令，名稱雖同，卻保留了契丹固有的風俗和儀式。

## 君主

### 年表
| 契丹與遼 916年－1125年 | 契丹與遼 916年－1125年                          | 契丹與遼 916年－1125年 | 契丹與遼 916年－1125年 | 契丹與遼 916年－1125年 | 契丹與遼 916年－1125年 | 契丹與遼 916年－1125年                                                                                      |
| 庙号                   | 谥号                                            | 漢名                   | 契丹名                 | 常用名稱               | 在位時間               | 年号 |
| ---------------------- | ----------------------------------------------- | ---------------------- | ---------------------- | ---------------------- | ---------------------- | --- |
| 太祖                   | 大聖大明神烈天皇帝                              | 億                     | 阿保機                 | 耶律阿保机             | 916年－926年七月       | 神册 916年二月－922年正月 天赞 922年二月－926年二月 天顯 926年二月                                          |
| 義宗 （世宗追崇）      | 讓國皇帝 （世宗追崇） 文獻欽義皇帝 （世宗追崇） | 倍                     | 圖欲                   | 耶律倍                 |                        | |
| －                     | 淳欽皇后                                        | 平                     | 月里朵                 | 述律平                 | 926年七月－927年十一月 | 天顯 926年－927年                                                                                           |
| 太宗                   | 孝武惠文皇帝                                    | 德光                   | 堯骨                   | 耶律德光               | 926年十一月－947年四月 | 天顯 927年－938年十一月 會同 938年－947年正月 大同 947年二月－九月                                          |
| 世宗                   | 孝和莊憲皇帝                                    | 阮                     | 兀欲                   | 耶律阮                 | 947年四月－951年九月   | 天祿 947年九月－951年九月                                                                                   |
| 穆宗                   | 孝安敬正皇帝                                    | 璟/明                  | 述律                   | 耶律璟                 | 951年九月－969年二月   | 應曆 951年九月－969年二月                                                                                   |
| 景宗                   | 孝成康靖皇帝                                    | 賢                     | 明扆                   | 耶律賢                 | 969年二月－982年九月   | 保寧 969年二月－979年十一月 乾亨 979年十一月－983年六月                                                     |
| 聖宗                   | 文武大孝宣皇帝                                  | 隆緒                   | 文殊奴                 | 耶律隆緒               | 982年九月－1031年六月  | 統和 983年六月－1012年閏十月 開泰 1012年十一月－1021年十一月 太平 1021年十一月－1031年六月                  |
| 興宗                   | 神聖孝章皇帝                                    | 宗真                   | 只骨                   | 耶律宗真               | 1031年六月－1055年八月 | 景福 1031年六月－1032年十一月 重熙 1032年十一月－1055年八月                                                 |
| 道宗                   | 仁聖大孝文皇帝                                  | 洪基/弘基              | 查剌                   | 耶律洪基               | 1055年八月－1101年正月 | 清宁 1055年八月－1064年 咸雍 1065年－1074年 大康 1075年－1084年 大安 1085年－1094年 壽昌 1095年－1101年正月 |
| －                     | －                                              | 延禧                   | 阿果                   | 耶律延禧               | 1101年二月－1125年二月 | 乾統 1101年二月－1110年 天慶 1111年－1120年 保大 1121年－1125年                                             |
| 北遼 1122              |                                                 |                        |                        |                        |                        | |
| 廟號                   | 諡號                                            | 漢名                   | 契丹名                 | 常用名稱               | 在位時間               | 年號 |
| 宣宗                   | 孝章皇帝                                        | 淳                     | 涅里                   | 耶律淳                 | 1122年三月－六月       | 建福 1122年三月－六月                                                                                       |
| －                     | －                                              | －                     | 普賢女                 | 蕭普賢女               | 1122年六月－十二月     | 德興 1122年六月－十二月                                                                                     |
| 耶律雅里政权 1123年    |                                                 |                        |                        |                        |                        | |
| 廟號                   | 諡號                                            | 漢名                   | 契丹名                 | 常用名稱               | 在位時間               | 年號 |
| －                     | －                                              | －                     | 雅里                   | 耶律雅里               | 1123年五月－十月       | 神曆 1123年五月－十月                                                                                       |
| －                     | －                                              | －                     | 朮烈                   | 耶律朮烈               | 1123年十月－十一月     | － |
| 西辽 1132年－1218年    |                                                 |                        |                        |                        |                        | |
| 廟號                   | 諡號                                            | 汗号                   | 契丹名                 | 常用名稱               | 在位時間               | 年號 |
| 德宗                   | 天祐武烈皇帝                                    | 菊儿汗                 | 大石                   | 耶律大石               | 1132年二月－1143年     | 延慶 1132年二月－1134年 康國 1134年－1143年                                                                 |
| －                     | 感天皇后（稱制）                                | －                     | 塔不煙                 | 蕭塔不煙               | 1144年－1150年         | 咸清 1144年－1150年                                                                                         |
| 仁宗                   | －                                              | 菊儿汗                 | 夷列                   | 耶律夷列               | 1151年－1163年         | 续兴 1151年－1163年                                                                                         |
| －                     | 承天太后（稱制）                                | －                     | 普速完                 | 耶律普速完             | 1164年－1178年         | 崇福 1164年－1178年                                                                                         |
| －                     | －                                              | 菊儿汗                 | 直魯古                 | 耶律直魯古             | 1179年－1211年         | 天喜 1179年－1211年                                                                                         |
| －                     | －                                              | 菊儿汗                 | －                     | 屈出律                 | 1211年－1218年         | － |

### 時間軸
圖例：
- 橙色 表示遼朝君主
- 粉色 表示北遼君主
- 藍色 表示耶律雅里政权君主
- 青色 表示西辽君主